# 岡山県
岡山県（おかやまけん）は、日本の中国地方（山陽地方）に位置する県。県庁所在地は岡山市。

## 概要
山陽地方の東側に位置している。県人口は中四国で広島県に次ぐ第2位。県庁所在地である岡山市は2009年4月1日、全国で18番目の政令指定都市に移行した。岡山市は中国・四国地方では広島市に次ぐ人口を有し、岡山市と隣接する倉敷市とともに構成される岡山都市圏の規模は広島都市圏を上回る。山陽新幹線、山陽本線、中国自動車道、1997年全線開通した山陽自動車道をはじめとして西日本の交通の大動脈が県を横断している。岡山県と香川県を結ぶ瀬戸大橋も1988年に開通し、中四国地方の交通の要衝である。瀬戸内海を挟んだ地理的な近さや瀬戸大橋の影響もあり、交通やテレビ放送などの文化面で香川県との結びつきが強い（｢岡高地区」も参照）。
古代、沿岸域から内陸地域にかけては「吉備国」として、現在の広島県東部に位置する備後地方や香川県島嶼部などと併せて大和朝廷に並ぶほどの勢力を持っていた。江戸時代初期には岡山に池田氏、津山に森氏が外様大名として入封し、城下町を形成した。特に池田綱政は日本三名園の後楽園を造成し、閑谷学校を開くなど、文化・教育面に多大な功績を残した。笠岡、井原は徳川家康の従兄弟で有力譜代大名の水野勝成氏の領地となり広大な新田開発が行われたほか、灌漑事業、産業育成により地勢が大きく変貌した。倉敷には寛永19年（1642年）に代官所が置かれ、江戸幕府直轄の物資集積地として船舶輸送中継も担う天領として発展した。
県内を南北に流れる3つの一級河川（高梁川・旭川・吉井川）による潤沢な水源、温暖で長い日照時間、江戸時代から昭和戦後期にかけて瀬戸内海の大規模な干拓で広い農地が形成されたことから、水稲や麦、果樹の生産が盛んである。特に白桃、マスカット・オブ・アレキサンドリア、ピオーネなどは生産量日本一であり、品質の高さから国内外に向けて高値で出荷されている。県北の標高1,200メートルに位置する蒜山高原では、ジャージー牛の大規模な放牧が行われており、チーズ、ヨーグルト、アイスクリームなどに加工されている。
県南西部の井笠地方（井原市・笠岡市など）は明治の府県統合までは、県内の大部分とは異なった歴史を持つ地域である。現在でも両市は県境を越えた広島県福山市のベッドタウンであり、通学通勤に加え日常的な買い物や通院による越境が多く見られ経済圏、生活圏は広島県東部と一体的であり福山都市圏を構成する。また全国的にも珍しい県境を跨いだ上水道の緊急時連絡管や公立学校の学区の設置、行政機関の共同運営、消防車・救急車の相互出動等の行政間の連携も盛んである。
臨海部は瀬戸内工業地域に属しており、西日本最大の工業都市である倉敷市を中心に重化学工業が発展している。戦前までは一次産業と紡績などの軽工業が県の主要産業であったが、戦後は倉敷市の水島地区の川崎製鉄（後に合併によりJFEスチール倉敷地区となる）、笠岡地区の日本鋼管（後のJFEスチール福山地区）と県内に大規模な二つの銑鋼一貫製鉄所が建造されるなど臨海部を中心に重工業化が進み工業県へと変貌した。両製鉄所はいずれも世界有数の生産量を誇り、特に福山地区の年間粗鉄生産能力は1200万トン規模と国内最大であり単独の製鉄工場としては世界上位である。水島臨海工業地帯は全国総合開発計画（全総）に合わせて指定された新産業都市「岡山県南地域」の中核となり県を挙げて開発が進み国際コンテナターミナル、石油化学コンビナートが整備され、自動車などの加工組立型の企業群も進出した。笠岡地区は全国総合開発計画において備後工業整備特別地域に指定され、沿岸部の埋立により大規模な国際港湾、製鉄を含む工場群が建造された。港湾輸出入額では水島港が中四国1位、福山港（笠岡港含む）が2位と中四国の上位2港を岡山県の港湾が占めている。なお笠岡港は港則法・関税法・検疫法・入国管理法・港湾運送事業法の各法上福山港に含まれ、JFE福山製鉄所の敷地は県境を跨ぎ笠岡市から福山市にかけて広がっている。
近年では瀬戸内市で2018年10月に運転を開始した「瀬戸内 Kirei 太陽光発電所建設プロジェクト｣、2019年12月に運転を開始した日本最大の257.7メガワットの太陽光発電所となる作東メガソーラー発電所、真庭市の木質バイオマス発電事業など自然エネルギーを活用する再生可能エネルギーの推進が県下全域で進められている。
県庁所在地における快晴日数の多さや降水量1ミリ未満の日数が全国最多であることから、1989年から「晴れの国 おかやま」を県のキャッチフレーズとしている。

## 地理・地域

### 概略
県北部には、三本の一級河川（旭川・高梁川・吉井川）の県内源流ともなっている中国山地の山岳地帯がそびえている。標高500 - 1,000メートルの中央部には鍾乳洞などのカルスト地形が見られる吉備高原の高地が連続的に広がり、南部には三大河川によって形成された裾野の広い岡山平野が広がっている。岡山平野にはかつて瀬戸内海に浮かんでいた小さな島が丘陵地として残り、干拓で江戸時代につながった児島半島が県の南端部にある。県南西部には国営笠岡湾干拓事業として1650haと全国有数の規模の大干拓地域が造成された。
おもな山地としては蒜山（標高1,122メートル）や後山（標高1,345メートル）などがあり、おもな湖沼としては、奥津湖、恩原湖、湯原湖、児島湾奥の締切堤防化によって人工的に造られた児島湖などがある。
兵庫県とは山地および備前市の取揚島で、鳥取県とは山地で、広島県とは山地および市街地で、香川県とは海上および玉野市の井島（石島）で隣接している。

### 広袤（こうぼう）
国土地理院地理情報によると岡山県の東西南北それぞれの端は以下の位置で、東西の長さは104.87キロ、南北の長さは116.98キロである。
| 重心 北緯34度54分15秒 東経133度48分45秒 / 北緯34.90417度 東経133.81250度 | 北端 北緯35度21分10秒 東経133度59分52秒 / 北緯35.35278度 東経133.99778度 ↑    |                                                                          |
| 西端 北緯35度3分11秒 東経133度16分0秒 / 北緯35.05306度 東経133.26667度←  | 中心点 北緯34度49分32秒 東経133度50分23.5秒 / 北緯34.82556度 東経133.839861度 | 東端 →北緯35度9分30秒 東経134度24分47秒 / 北緯35.15833度 東経134.41306度 |
|                                                                          | ↓ 南端 北緯34度17分54秒 東経133度32分1秒 / 北緯34.29833度 東経133.53361度     |                                                                          |

### 気候
中国山地と瀬戸内海に挟まれた南部の平野地帯は典型的な瀬戸内海式気候を示し温暖少雨であり雪は極稀である。一方、北部の中国山地沿いは日本海側気候に属し、豪雪地帯に指定されている。真庭市蒜山では冬季に1メートルを超える積雪となるほか、-10℃以下まで下がることもある。県北部山間域には4か所のスキー場がある。中国山地と瀬戸内海の中間に位置する吉備高原や和気町は両者を折衷した気候を呈し、南部より多少冷涼で雨量も多く、冬季の寒さは厳しい。
日本列島に来襲する台風やその影響による風雨は中国山地・四国山地によって弱められることが多く、それに加えて夏には瀬戸内海で発生する「凪」や山地越えのフェーン現象の影響もあって、都市部や内陸の盆地を中心に猛暑日になる日が多い。県庁所在地の岡山市は、吉備高原に属する旧建部町・御津町地域を除いて日照時間が年間約2,100時間と長く、年間降水量は1,100ミリ程度であり、日本有数の降水の少ない土地である。降水量1ミリ以上の日数が日本で最少であることが岡山県のキャッチフレーズでもある「晴れの国おかやま」の根拠となっている。
| 平年値 （月単位） | 平年値 （月単位） | 南部（瀬戸内海沿岸部） | 南部（瀬戸内海沿岸部） | 南部（瀬戸内海沿岸部） | 南部（瀬戸内海沿岸部） | 南部（瀬戸内海沿岸部） | 中部（瀬戸内海側内陸部） | 中部（瀬戸内海側内陸部） | 中部（瀬戸内海側内陸部） | 中部（瀬戸内海側内陸部） | 北部（中国山地・吉備高原） | 北部（中国山地・吉備高原） | 北部（中国山地・吉備高原） | 北部（中国山地・吉備高原） | 北部（中国山地・吉備高原） | 北部（中国山地・吉備高原） | 北部（中国山地・吉備高原） |
| 平年値 （月単位） | 平年値 （月単位） | 岡山                   | 倉敷                   | 玉野                   | 笠岡                   | 瀬戸内市 虫明          | 和気                     | 高梁                     | 岡山市北区 福渡          | 岡山市北区 日応寺        | 新見                       | 新見市 千屋                | 真庭市 久世                | 真庭市 上長田              | 津山                       | 奈義                       | 美作市 今岡                |
| ----------------- | ----------------- | ---------------------- | ---------------------- | ---------------------- | ---------------------- | ---------------------- | ------------------------ | ------------------------ | ------------------------ | ------------------------ | -------------------------- | -------------------------- | -------------------------- | -------------------------- | -------------------------- | -------------------------- | -------------------------- |
| 平均 気温 (°C)    | 最暖月            | 28.9 （8月）           | 27.9 （8月）           | 27.8 （8月）           | 28.1 （8月）           | 27.0 （8月）           | 27.1 （8月）             | 27.1 （8月）             | 27.2 （8月）             | 26.9 （8月）             | 24.2 （8月）               | 22.8 （8月）               | 26.1 （8月）               | 23.4 （8月）               | 26.0 （8月）               | 25.5 （8月）               | 25.3 （8月）               |
| 平均 気温 (°C)    | 最寒月            | 5.4 （1月）            | 5.0 （1月）            | 5.4 （1月）            | 4.3 （1月）            | 3.0 （1月）            | 2.8 （1月）              | 2.9 （1月）              | 3.1 （1月）              | 3.7 （1月）              | 0.9 （1月）                | −0.1 （1月）               | 2.0 （1月）                | 1.0 （1月）                | 3.6 （1月）                | 1.9 （1月）                | 1.7 （1月）                |
| 降水量 (mm)       | 最多月            | 161.5 （6月）          | 153.2 （6月）          | 145.1 （6月）          | 158.6 （6月）          | 155.8 （6月）          | 179.1 （7月）            | 190.0 （7月）            | 191.5 （7月）            | 216.3 （7月）            | 234.8 （7月）              | 261.9 （7月）              | 248.2 （7月）              | 270.1 （7月）              | 247.3 （7月）              | 264.3 （7月）              | 265.1 （7月）              |
| 降水量 (mm)       | 最少月            | 29.0 （12月）          | 30.5 （12月）          | 30.8 （12月）          | 29.4 （12月）          | 32.7 （12月）          | 34.9 （12月）            | 36.1 （12月）            | 36.0 （12月）            | 27.8 （1月）             | 42.9 （12月）              | 91.1 （12月）              | 52.8 （1月）               | 140.9 （12月）             | 46.3 （12月）              | 53.4 （12月）              | 66.5 （12月）              |

### 自然公園

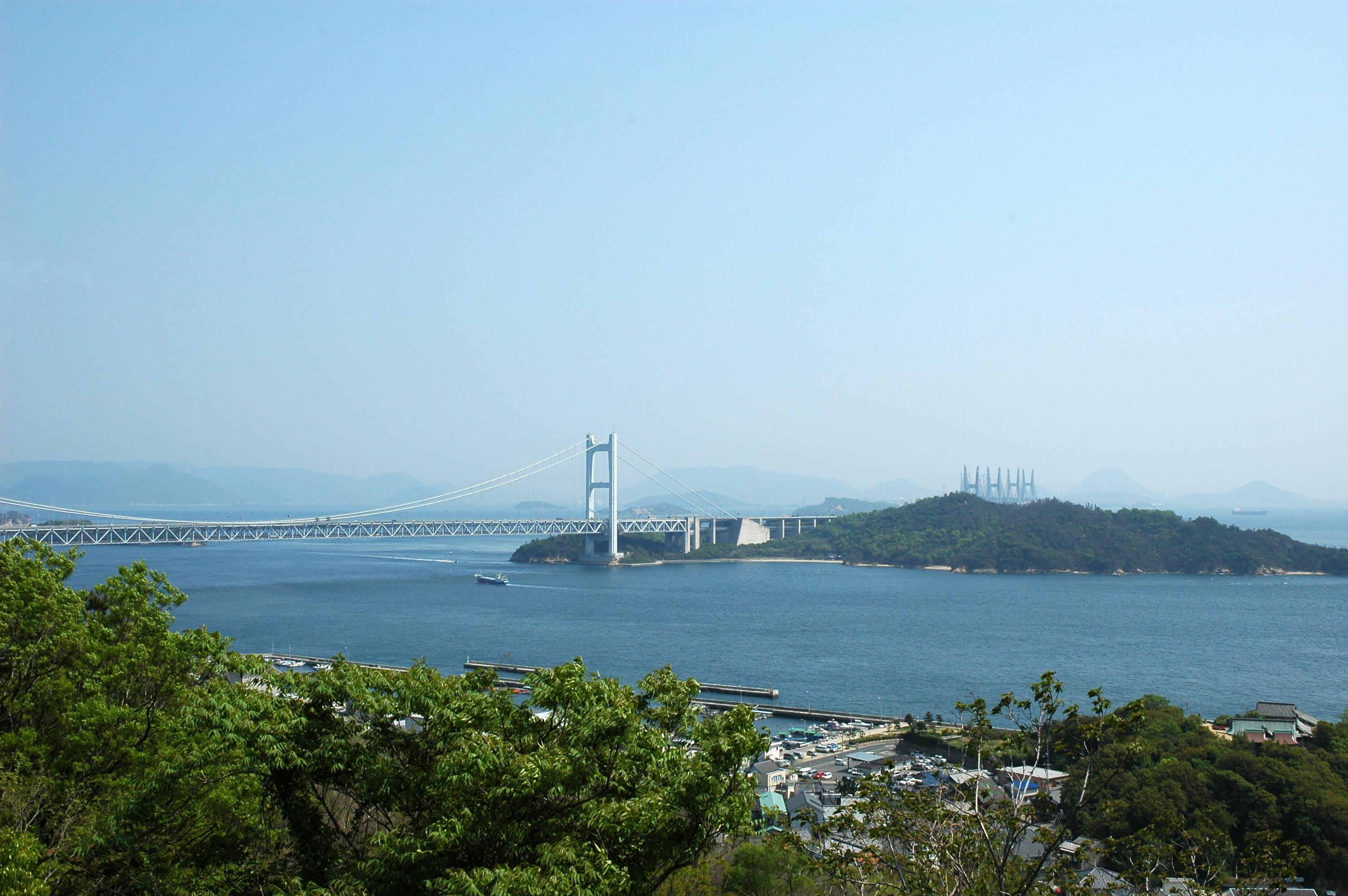
瀬戸内海国立公園

- 国立公園

瀬戸内海国立公園、大山隠岐国立公園
- 国定公園

氷ノ山後山那岐山国定公園
- 県立自然公園

高梁川上流県立自然公園、吉備史跡県立自然公園、湯原奥津県立自然公園、吉備路風土記の丘県立自然公園、備作山地県立自然公園、吉備清流県立自然公園、吉井川中流県立自然公園

### 県域の変化（越県合併）
- 1896年（明治29年）3月30日‐岡山県吉野郡石井村全域が兵庫県佐用郡に移管。吉野郡讃甘村の一部（中山）が兵庫県佐用郡江川村に編入[15]。
- 1963年（昭和38年）9月1日 - 岡山県和気郡日生町の大字福浦の一部および大字福浦地先海面のうち、真尾鼻突端から綱崎突端まで引いた線以内の区域が兵庫県赤穂市に移行。

- 1966年（昭和41年） - 11月1日、広島県福山市大門町野々浜字カチヤ坂の区域の一部を岡山県笠岡市へ編入、笠岡市茂平字堂面及び坂里の区域の各一部を福山市へ分離[16]。（境界変更）

#### 実行されなかったもの
- 1963年（昭和38年）ごろ - 岡山県笠岡市旧茂平村地区、用之江地区が広島県福山市との越県合併を模索する。福山市に合併嘆願書を提出するも岡山県などの反対により実行されなかった（笠岡市#茂平村越県合併騒動）[17]。

### 自治体
| 新旧市町村境界図左・2004年9月30日以前、右・2007年1月21日以降  |  | 新旧市町村境界図左・2004年9月30日以前、右・2007年1月21日以降 |
| 新旧市町村境界図 左・2004年9月30日以前、右・2007年1月21日以降 |  |                                                              |

水色が備前県民局、黄緑色が備中県民局、桃色が美作県民局の管轄区域。
点線は旧・備前国、備中国、美作国の明治維新時点における国境。

2004年（平成16年）以降、岡山県内でも平成の大合併が進められ、2011年（平成23年）現在、以下の15市・10郡・10町・2村がある。町はすべて「ちょう」、村はすべて「そん」と読む。
県庁所在地の岡山市は2009年（平成21年）4月に政令指定都市に移行し、 北区・中区・東区・南区の各4行政区が設置された。

### 地域圏
かつては備前、備中、備後、美作地方は吉備国と呼ばれる同一文化圏であったが現在では備後地方のみ広島県に所属している。岡山県と広島県の境は山・川などで地形的に分断されるところがなく、今でも両地方の経済・文化的な関係は強くみられ倉敷市の西部を流れる高梁川以西が備後圏、井笠地方（井原市・笠岡市）は福山圏と認識されることがある。

#### 広域行政圏
岡山県の広域行政圏は旧地方振興局単位で分けられる。

##### 備前地域
県南東部に位置し、旭川と吉井川の流域には、西日本屈指の広大で肥沃な岡山平野が広がっている。人口は約92万人で県全体の約5割を占め、医療、交通、教育、大規模商業施設など様々な都市機能を備えて拠点性が高い岡山市とその周辺は人口集積が見られるが、北部、東部の中山間地域や離島では過疎化が進んでいる。
平野部での県内最大規模の米麦栽培や、モモ、ブドウなどの果物の他にも、ナス、黄ニラ、カキなど競争力のある農林水産物が生産されるとともに、備前焼などの工芸品が作られている。
観光面では、後楽園、岡山城などを核とした岡山カルチャーゾーンや、日本遺産である旧閑谷学校、吉備津神社などの歴史ある観光資源を有するほか、西大寺会陽や加茂大祭などの個性豊かな伝統行事に加え、瀬戸内海を舞台として開催される瀬戸内国際芸術祭や、岡山市中心部で開催の岡山芸術交流など現代アートを活用した魅力も創出されている。
- 岡山圏 - 岡山市、玉野市、加賀郡吉備中央町（旧御津郡加茂川町）
- 東備圏 - 備前市、瀬戸内市、赤磐市、和気郡和気町

##### 備中地域
県のほぼ西半分を占め、高梁川が貫流する多様な自然環境の中、約77万人が暮らしている。
平成30年7月豪雨や令和元年9月集中豪雨で大きな被害を受けた倉敷市真備地区をはじめとする地域では、被災者の生活再建、河川等公共施設の復旧と改良、土砂災害対策、地域経済の再生など、復旧・復興に向けた取組が進められている。高速道路や鉄道網、国際拠点港湾水島港などの広域交通基盤に恵まれ、水島コンビナートの製造業、県総合流通センターや早島インターチェンジ・岡山総社インターチェンジ付近の物流業の集積は、県経済に大きな比重を占めている。また、水島コンビナートでは、IoTやAIを活用した取組も進められている。
児島・井原の繊維業や各地の醸造業など、伝統ある産業活動が展開されており、モモ、ブドウ、トマト、和牛、タコ、カキなど優れた農林水産物にも恵まれている。これらの特産品を加工・販売する事業者も多く、新製品の開発や販路開拓が進められている。
- 倉敷圏 - 倉敷市、総社市、都窪郡早島町
- 井笠圏 - 笠岡市、井原市、浅口市、浅口郡里庄町、小田郡矢掛町
- 高梁圏 - 高梁市、真庭市（旧上房郡北房町）、加賀郡吉備中央町（旧上房郡賀陽町）
- 阿新圏 - 新見市

##### 美作地域
吉備高原から中国山地にかけての県北東部に位置し、面積は県の4割を占め、そのうち約93%が中山間地域となっている。地域の人口約23万人のうち、65歳以上の高齢者が約34%を占める一方、若い世代は、多くが進学や就職を機に地域外に転出する傾向にある。
農林業が盛んな地域であり、ピオーネをはじめ、黒大豆やジャージー牛などの特色のある産品が生産され、米や麦などによる土地利用型農業も行われるとともに、高品質なヒノキなどを産出し、西日本有数の木材加工産地を形成している。
商工業では、事務所数は減少しているものの、化学工業や食料品、木材・木製品、機械器具製造業などを中心に製造品出荷額は増加している。
- 津山圏 - 津山市（旧勝田郡勝北町を除く）、苫田郡鏡野町、久米郡美咲町、久米郡久米南町
- 真庭圏 - 真庭市（旧上房郡北房町を除く）、真庭郡新庄村
- 勝英圏 - 美作市、津山市（旧勝田郡勝北町）、勝田郡勝央町、勝田郡奈義町、英田郡西粟倉村

#### 商工会連合会地区
- 岡山地区 - 岡山市
- 備南地区 - 総社市、玉野市、倉敷市（真備、庄、茶屋町）、岡山市（灘崎）
- 備西地区 - 倉敷市、笠岡市、浅口市、井原市、矢掛町、
- 御津・東備地区 - 備前市、瀬戸内市、赤磐市、岡山市（御津、上道）、和気町、吉備中央町（加茂川）
- 備北・阿哲地区 - 新見市、高梁市、吉備中央町（賀陽）
- 真庭地区 - 真庭市、新庄村
- 苫田・久米地区 - 津山市、鏡野町、美咲町、久米南町
- 勝英地区 - 津山市（勝北）、美作市、奈義町、勝央町、西粟倉村

#### 広域市町村圏
都道府県知事が関係市町村との協議を経たうえ、およそ10万人以上の人口を有し、一定の要件を具備する日常生活圏を形成すると認められる地域について設定する圏域である。
- 津山広域市町村圏 - 津山市、鏡野町、美咲町、久米南町、勝央町、奈義町
- 真庭広域市町村圏 - 真庭市、新庄村
- 井笠広域市町村圏 - 井原市、笠岡市、浅口市、矢掛町、里庄町
- 英田広域市町村圏 - 美作市、西粟倉村
- 新見市（広域的市）- 新見市
- 高梁市（広域的市）- 高梁市

岡山市など大都市周辺地域については、1978年（昭和53年）からこれとは別に大都市周辺地域広域行政圏が設定されている。

#### 連携中枢都市圏
2014年（平成26年）12月に閣議決定された「まち・ひと・しごと創生総合戦略」において地域の広域連携に関し、一定要件を満たす都市が「連携中枢都市」となり、周辺市町村と連携協約（地方自治法252条の2第1項）を締結することで、「連携中枢都市圏」を形成するものである。
- 倉敷市・高梁川流域圏（連携中枢都市：倉敷市）- 倉敷市・笠岡市・井原市・総社市・高梁市・新見市・浅口市・早島町・里庄町・矢掛町
- 福山市・備後圏域（連携中枢都市：広島県福山市）- 笠岡市・井原市・広島県福山市・三原市・尾道市・府中市・世羅町・神石高原町

経済的に笠岡市・井原市は広島県福山市を中心とした福山都市圏に含まれる。

### 近隣県との関係
- 香川県：瀬戸内海を挟んで対岸に位置する。瀬戸大橋で結ばれ、JR瀬戸大橋線の快速マリンライナーが岡山～高松間を約60分で頻発して、相互に通勤通学圏となっており、地上波放送が相互乗り入れるなど結びつきが大きい。
- 広島県：特に井笠地方（井原市・笠岡市）は広島県東部の備後地域との結びつきが強く福山都市圏を構成し、井笠地方は広島県福山市のベッドタウンとなっている。また井原市、笠岡市は広島県と市街地が連続している部分がある。
- 鳥取県：隣接するものの間には中国山地があり、交通や物流の障壁となっている。しかし、米子自動車道の開通や伯備線の特急やくもが運行されるなど、交通は確保されている。観光、出張などでの行き来もある。
- 兵庫県：隣接している県境にかけては山陽本線・赤穂線・姫新線の便数は非常に少ないことからみるように、地域間の交流は少ない。ただし、中世の赤松氏の播備作支配により、備前市日生町・三石地区は赤穂市と、美作市大原地区・東粟倉地区と西粟倉村は佐用町と結びつきが強い[19]。備前県民局管内と美作県民局管内が兵庫県西播磨県民局管内と観光で連携している[20]。また姫路・岡山・鳥取の3都市は江戸時代の池田家の国替えなどに歴史的に深い縁で結びついており、3都市が一体となって市民交流を促進し、各都市が持つさまざまな資源を結びつけた情報発信を行うことで地域の発展をめざしている[21]。

県内には山陽自動車道、山陽新幹線、山陽本線、国道2号など中国地方の交通の大動脈が東西に貫通し、人や物の往来は多い。

## 災害

### 地震
県内を震源とする地震は、1711年（宝永8年/正徳元年）に鳥取県との県境付近を震源とした、M6.5～6.8の地震が記録されている。県内に大きな被害を出した例は868年の播磨国地震・1927年（昭和2年）北丹後地震・1946年（昭和21年）の昭和南海地震などが挙げられる。

## 歴史

### 県名の由来

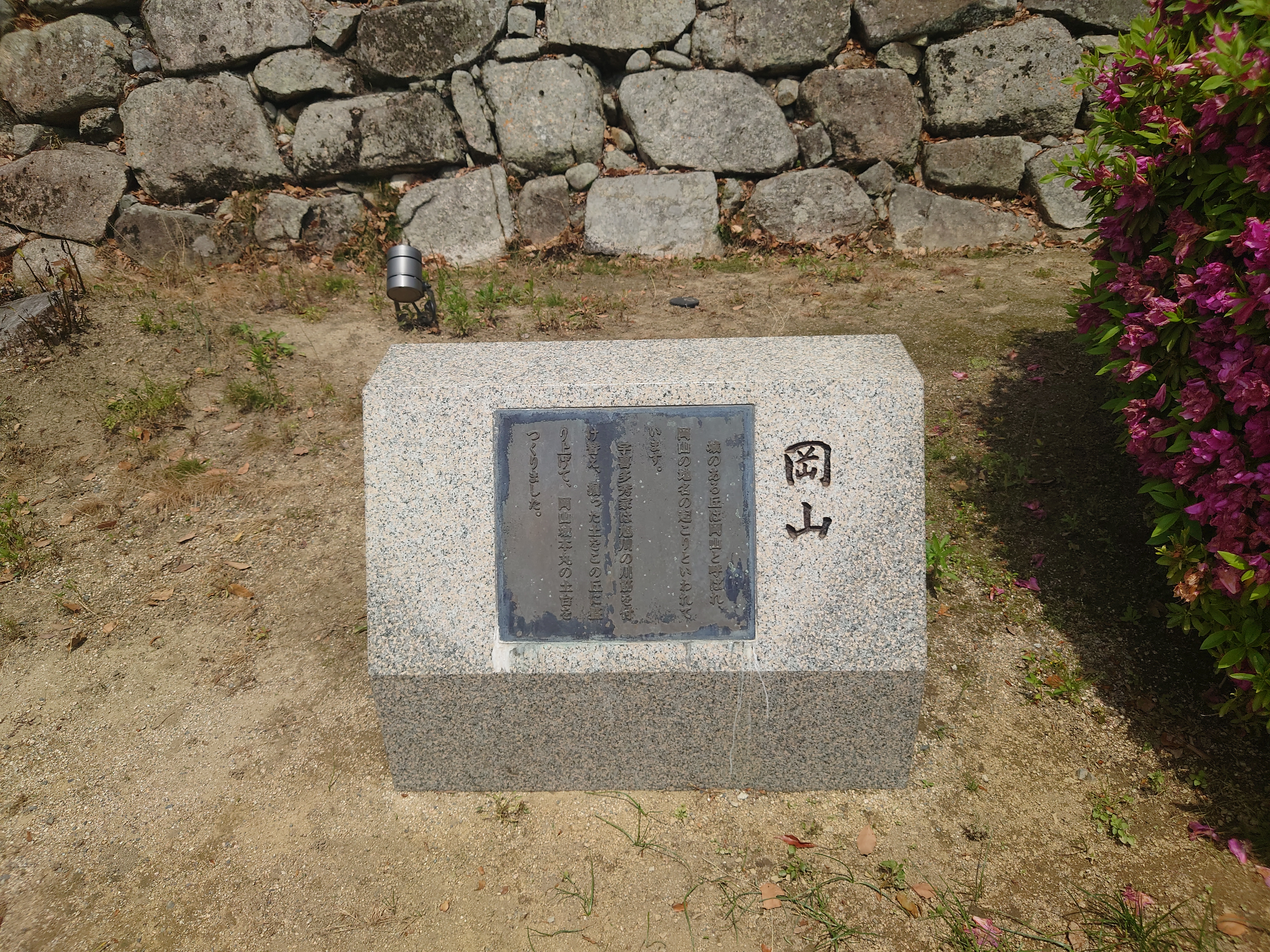
岡山城下　岡山の名由来の碑

県名は県庁所在地の岡山市に由来する。「岡山」とは、もともと現在の岡山城のある場所に存在した小高い丘のことを指して呼んだものであったが、戦国時代に宇喜多秀家が「岡山」に城を築き、その後形成された城下町を含めて岡山と呼ぶようになったことに由来する。なお、秀家の書状から「岡山」が城下町の地名として呼ばれ始めたのは文禄3年（1594年）ごろからであると推測される。

### 原始・先史
旧石器時代
現在の岡山県の地域には、鷲羽山遺跡（倉敷市）などの原始からの遺跡が存在しており、旧石器時代から人々が居住していたことがうかがえる。県の最北端上斎原村（現・鏡野町）に旧石器時代の恩原遺跡がある。その遺跡の下層（約2万5000年前の土層）からナイフ形石器が出土しており、その上層から約1万年前の細石刃も出土している。恩原遺跡では2基の炉跡が検出されている。うち1基は10個ほどの小石を半円形に並べており、焚き口幅40センチ、奥行35センチの小規模な炉で、石組みの中に木炭塊があり、炉の周辺に灰土が広がっていて、2万2000年前の旧石器時代人の生活痕跡を示す珍しい遺構である。
縄文時代
地球の温暖化による海面上昇で瀬戸内海が出現した。そのことを示すのが瀬戸内市牛窓町の黄島貝塚である。その後は、人々は狩猟・採集・漁労の自然からの贈りもので生活し、豊かになっていった。縄文時代も後期になり、津雲貝塚で170体以上の人骨が発掘されている。晩期には岡山市北区の津島江道遺跡では水田遺構そのものが検出されている。縄文時代の終わりごろには、狩猟・採集活動をしながら水稲耕作も行われた。
弥生時代
また、彦崎貝塚（岡山市南区）では縄文時代前期の土層からイネのプラント・オパールが大量に出土し、朝寝鼻遺跡（岡山市北区）でも同様の発見があり、縄文時代前期には畑作によるイネの栽培が始まっていたとみられる。
古墳時代

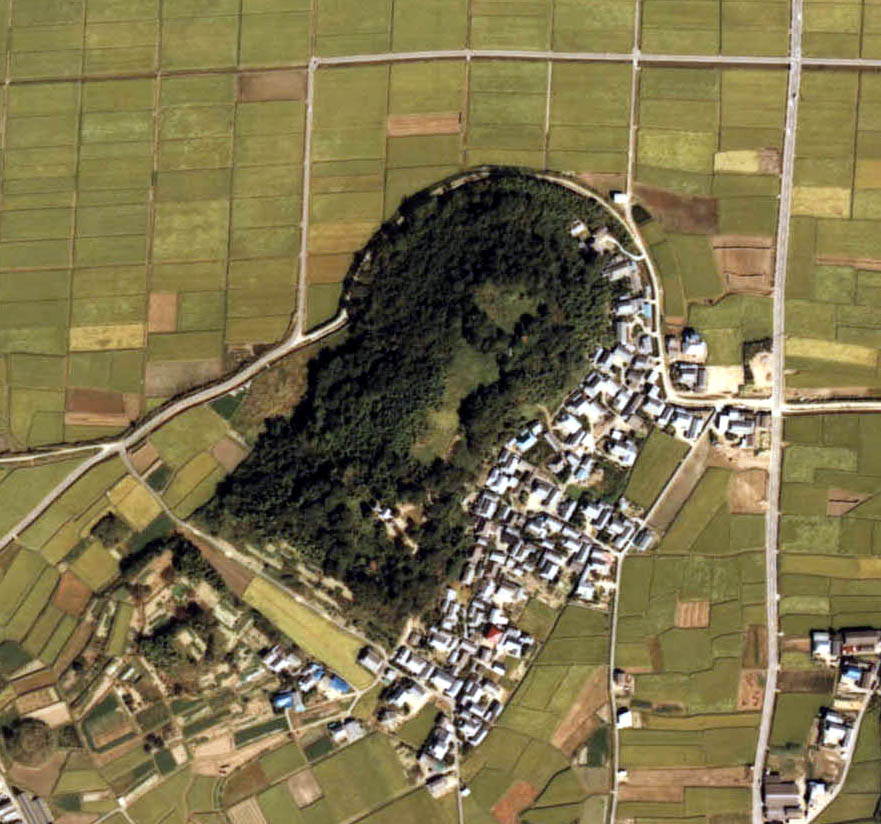
造山古墳

古代には吉備国といわれ、畿内地域や北九州地域、出雲地域などとともに、日本列島の中心地のひとつとして栄えていた地域である。吉備国は畿内勢力と同盟関係を築いて日本列島の統一期（4世紀中葉）に影響を与えた。優れた鉄製技術を持ち、その支配地域は現在の岡山県・広島県中東部・香川県島嶼部・兵庫県播磨地方に及び、加古川を境界とし、さらには四国や芸予諸島にも至っていたと推定されている。また、大きさが全国の古墳の中で第4位、一般人でも立ち入れる古墳としては全国第1位の規模を持つ造山古墳（岡山市北区）や全国第9位の作山古墳（総社市）、両宮山古墳（赤磐市）などの大型古墳が岡山県内に残されている。

### 古代
6世紀前半に大和朝廷への臣従したのち、吉備国は勢力抑圧のために備前国、備中国、備後国の3国に分割され、さらには備前国から美作国が分国された。国府は現在の岡山市（備前国）、総社市（備中国）、津山市（美作国）にそれぞれ置かれた。
旧吉備国からは奈良時代に中央政権で権勢を振るった吉備真備や道鏡の天皇位簒奪を阻んだ和気清麻呂らの優れた人材を輩出した。
平安時代には備前・備中は受領にとって実入りの多い「上国」のひとつとされており、農業生産力が高かった。またこの時代に各地に荘園が拓かれた。特に鹿田荘は藤原氏の氏の長者が受け継ぐ4つの荘園（殿下渡領）のひとつであった。その他に大安寺荘（岡山市北区）など。平安時代末期には平氏の勢力圏に置かれ、寿永2年（1183年）には県の南東部、倉敷市玉島地区で、翌年には藤戸地区で源平合戦が繰り広げられた（水島の戦い・藤戸の戦い）。

### 中世
鎌倉時代に入ると元来東国を拠点としていた那須氏・松田氏・三村氏・庄氏・赤木氏などの有力御家人が地頭職などを得て移住・土着した（東国から西国に移った鎌倉幕府御家人という意味で西遷御家人と呼ばれる）。
南北朝時代、後醍醐天皇が隠岐に流される際の通り道になったことで、児島高徳など宮方に与同する武士が現れ、隠岐脱出後は最初に拠点を構えた伯耆船上山が近隣であったため多くの武士が宮方として活動した。観応の擾乱で室町幕府が分裂すると山陰に勢力を持つ山名氏が侵攻し、北部美作を中心に山名氏の勢力下に置かれる。しかし、山名氏は明徳の乱で衰退した。
室町時代には鎌倉幕府倒幕に活躍した播磨の豪族・赤松則村（円心）が播磨・備前・美作3国の守護職に任ぜられ、以後赤松氏が代々三国の守護職を受け継ぎ、この三国はほぼ連動した歴史を展開する。赤松満祐が嘉吉の乱で時の将軍足利義教を討ったため、赤松氏は一時衰亡し、その後は赤松氏と地域の覇権を争っていた山名氏が三国を領有した。紆余曲折の末、復活した赤松氏は応仁の乱で東軍に組みし、管領細川勝元より三国守護職を約束され、赤松政則が西軍の山名氏の勢力を追い払うことで再び三国守護職に返り咲く。しかし、戦国時代に守護代であった三石城城主・浦上村宗によって政則の子が殺され赤松氏は衰退の一途を辿る。赤松氏に取って代わり備前を中心に勢力を伸ばした浦上氏であったが、宗景の代に家臣であった宇喜多直家の下剋上によって滅ぼされ、備前と美作では宇喜多氏が勢力を伸ばした。
備中では室町期は守護細川氏が、戦国時代は出雲から侵攻した尼子氏が庄氏ら有力国人を従えていた。その後、毛利氏の支援を得た三村家親が備中の大部分を統一し、美作・備前の一部も勢力下に治め三国を制する勢いであったが、永禄9年（1566年）三村家親が籾村の佛頂山興善寺に在陣中宇喜多直家の手の者により暗殺され、さらに後を継いだ三村元親が翌年宇喜多氏との明善寺合戦に敗退した。その後、織田氏の誘いを受けて毛利氏と争うに至り、三村氏は滅亡した（備中兵乱）。一方で、備中の南西笠岡などは村上水軍(能島村上氏)の支配地となり村上隆重により笠岡城が築かれた。
このように現在の岡山県域では多数の戦国武将が群雄割拠の様相を呈し、戦国期を通じ、現在の岡山県域を統一する一大勢力はついに出なかった。これは、岡山県が戦国前期には尼子氏・大内氏らの草刈場と化し、後期においては羽柴秀吉の水攻めで有名な備中高松城の戦いに代表されるように東の織田氏と西の毛利氏の衝突地点となったためである。備前の宇喜多氏や備中の三村氏などを除き、戦国期の在地国人勢力に顕著な活躍は見られなかった。しかし、その宇喜多氏・三村氏にしても東西勢力の代理戦争を演じていた面がないわけではない。秀吉との縁を得て後述のように戦国末期（近世初期）まで家を保持・成長させた宇喜多氏は在地勢力の例外といえる。

### 近世

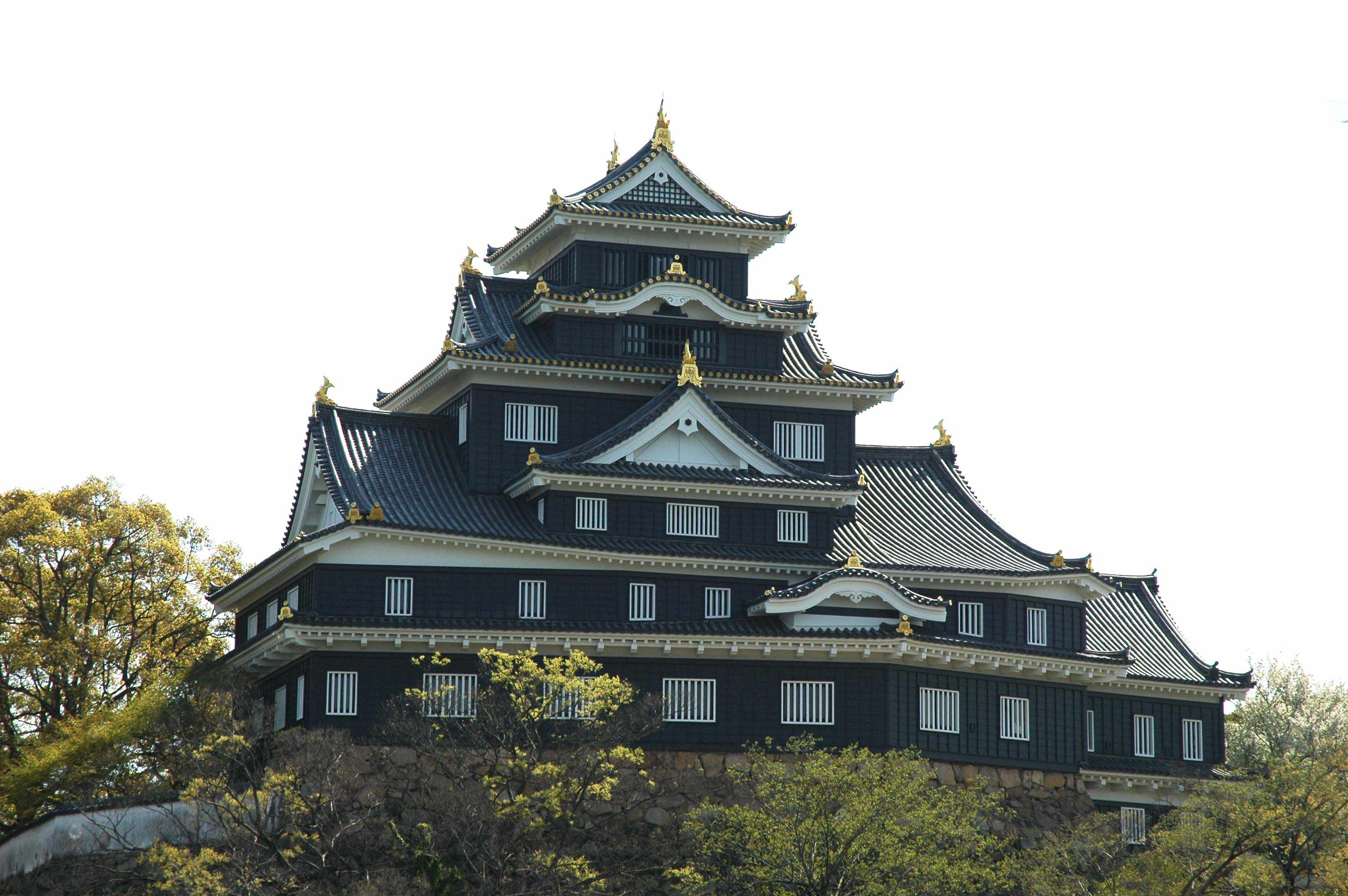
岡山城（国の史跡）

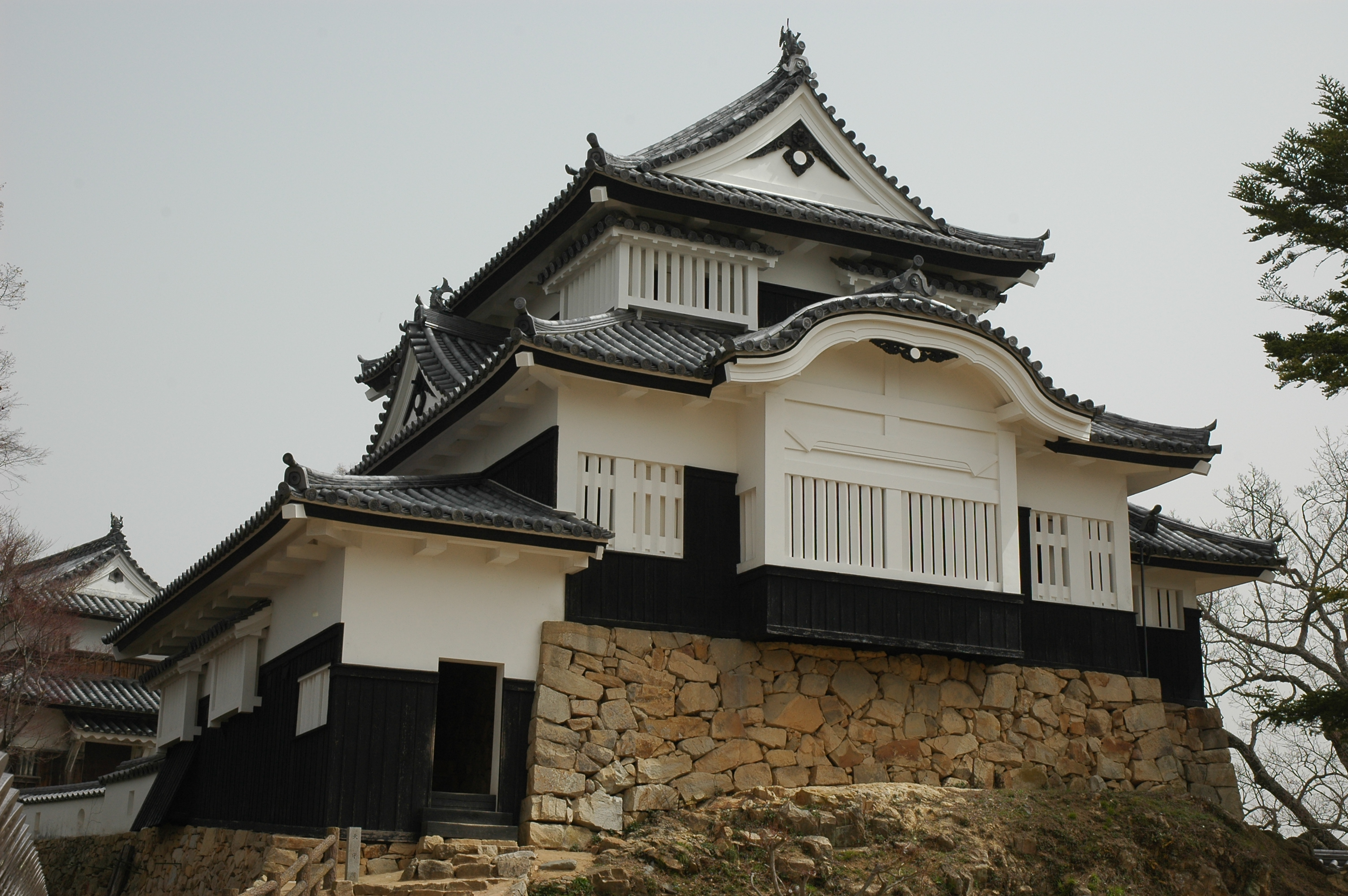
備中松山城（国の史跡・重要文化財）

倉敷美観地区

現在の岡山の地は「岡山」「石山」「天神山（天満山）」と呼ばれていた3つの小高い丘のある備前国西部の農村地帯の一角に過ぎなかったが、岡山の地の利に目をつけた直家は「石山」に小規模な城を築いていた金光氏の当主・金光宗高を謀略により切腹させて開城ののち、岡山の地に入封した。直家の子宇喜多秀家は備前・備中・美作3国守護の座に就き、秀吉の許しを得て「岡山」に築城し、商人を備前福岡から呼び寄せるなど、城下町が形成されていった。秀家はその後、慶長5年（1600年）、関ヶ原の戦いで西軍が敗れ、豊臣家五大老のひとつの地位を占めていた宇喜多氏は所領没収のうえに八丈島に流された。
戦勝側である小早川秀秋が3国51万石を領有したが2年で後継ぎなく死去、断絶となり、慶長8年（1603年）、西国将軍と称された姫路藩藩主・池田輝政の次男、池田忠継が分家として備前38万石に入った。忠継・忠雄のあとに池田本家の鳥取藩から領地の交換で岡山に31万5,000石で入封した池田光政（輝政の孫）が備前岡山藩の基礎を築き、以後、明治維新を迎えるまで光政の家系が藩政を担った。また、領内には池田家の家老の陣屋が各地に所在し、伊木家3万3,000石の虫明陣屋を筆頭に、池田家3万2,000石の天城陣屋、池田家2万2,000石の周匝（すさい）陣屋、日置（へき）家1万6,000石の金川陣屋、池田家1万4,000石の建部陣屋、土倉家1万1,000石の佐伯陣屋があった。城下町・岡山は発展を続け、第4代池田綱政の治世の宝永4年（1707年）には町方人口が3万635人（武家・寺社方を含めた総人口は推定4万人から5万人）に達し、国内でも十指に入る経済力を持つ城下町となった。現在では日本三名園のひとつに数えられる御後園（後楽園）が造成されたのもこの時期である。19世紀に入り岡山藩の財政状況が悪化すると藩は被差別部落への差別を強化した。その結果、安政3年（1856年）に備前一国を巻き込む強訴（渋染一揆）が発生した。
備中には小早川氏改易のあと、一国を管轄する藩が置かれず幕領と大名領・旗本領が錯綜した。備中松山藩を筆頭に、足守藩・庭瀬藩・新見藩、岡田藩、浅尾藩・岡山藩の支藩である岡山新田藩（鴨方藩）および岡山新田藩（生坂藩）が成立した。現井笠地域の大部分は備後福山藩領であり備後と一体的に扱われ、福山藩主導の新田開発により干拓が進められる。また、交代寄合の山崎家の成羽陣屋（幕末に成羽藩となる）、交代寄合の戸川家の撫川陣屋が置かれ、戸川家は旗本としても早島・帯江・妹尾・中島（中庄）にそれぞれ陣屋を構えた。倉敷は天領（幕府の直轄）となり、備中のみならず伊予、讃岐など周辺諸国の幕領を管轄統治する幕府陣屋が置かれ、その繁栄は岡山以上とも言われた。
美作には森家が18万6,000石で入封。4代で断絶ののち、越前松平家の宗家筋の津山藩10万石、三浦家の勝山藩2万3,000石が成立した。
幕末期になり薩摩藩や長州藩による倒幕の動きが広がると、外様であった岡山藩は勤皇派に、親藩・譜代であった津山藩・備中松山藩は佐幕派に分かれ、明治元年（1868年）に勃発した戊辰戦争の際には当時の藩主である板倉勝静が老中職にあった備中松山藩を朝敵として岡山藩などが攻撃を加えた。

### 近代 - 太平洋戦争期

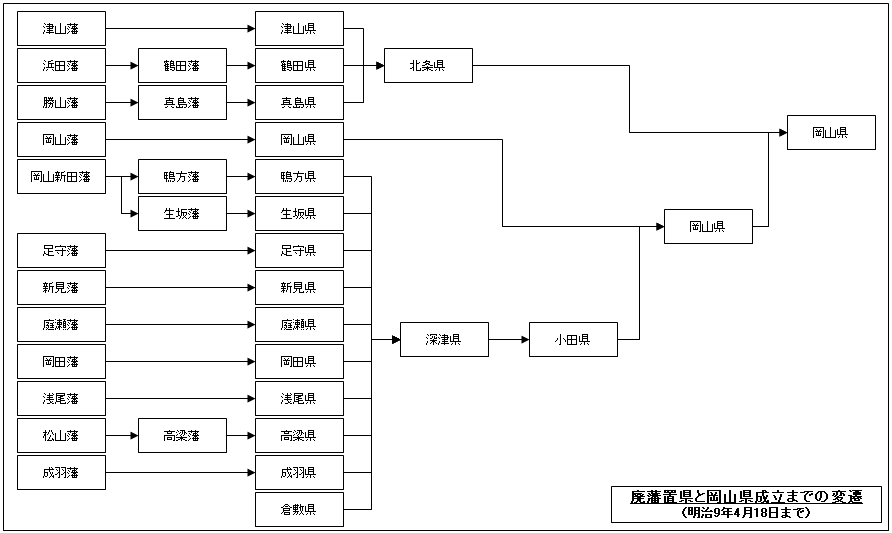
岡山県成立の変遷

明治4年7月14日（1871年8月29日）、明治新政府による廃藩置県により岡山藩を受け継いで、岡山県が備前国を範囲として設けられた。当初、現在の岡山県域には14県が設置されたが、同年12月には岡山県、深津県、北条県の3県に再編された。その後、1875年（明治8年）12月10日に備中国と備後国にあたる小田県（旧深津県）を編入し、1876年（明治9年）4月18日には、備後国6郡を広島県に移管、美作国にあたる北条県を併せた。岡山県の境域はこれ以後1896年（明治29年）に吉野郡石井村を兵庫県佐用郡へ編入、同郡讃甘村大字中山を兵庫県佐用郡江川村へ編入。戦後には1963年（昭和38年）、和気郡日生町（現・備前市）東部の福浦地区（寺山を除く）を兵庫県赤穂市へ編入、後に笠岡市で広島県側への編入の動きも出るが阻止されその後現在まで特に大きな変更はない。
県の政庁は岡山市に置かれ、鉄道網の整備や旧制第六高等学校・旧制岡山医科大学（岡山藩医学館を文部省が引き継ぐ）などの教育機関の設立も相まって山陽地方の拠点として発展を見せた。また、政財界に優れた人材を輩出した。特に、自由民権運動では片山潜、のちに首相となる犬養毅や平沼騏一郎をはじめとして多くの運動家・政治家を、経済界では第一生命創業者の矢野恒太らを世に送り出した。
戦前の産業は農業が主であり、南部では児島湾干拓によって稲作面積を拡大して生産性を向上させ、イグサ・綿花栽培や丘陵地での果樹栽培が行われる一方、北部では養蚕が盛んに行われた。瀬戸内海に面した児島地区（倉敷市）では塩田開発が江戸末期から明治にかけて盛んになり、地元の名家である野崎家が財をなした。
1870年代以降になると近代工業として製糸工場が県内に次々と立地した。倉敷紡績（略称：クラボウ）は全国有数の製糸企業に成長し、また倉敷紡績の大原孫三郎によって倉敷絹織（現在のクラレ）、紡績を支える中国水力電気会社（現在の中国電力）なども設立された。この時代の繊維産業の発展が現在の倉敷市のジーンズ、学生服の隆盛の元になっている。大原は実業のかたわら、大原美術館、倉敷中央病院、農業や社会問題の研究所などを設立したり、石井十次の孤児養育事業を支援したりするなど、現在でいうメセナ事業を行った。
1891年（明治24年）に山陽鉄道（現在のJR山陽線）が岡山を経由して広島県尾道まで開通し、その後もいくつかの私鉄路線が開通した（鉄道の項参照）。これらのうち主要なものはのちに国鉄に組み入れられた。
1899年（明治32年）8月28日、台風接近に伴う暴風雨により岡山市内の紡績工場などが倒壊。山陽鉄道や電信が不通となった。死者・行方不明者130人、家屋の倒壊4435戸の被害。
1920年（大正9年）7月、県下で腸チフスの大流行が発生。患者1,322人、死者291人。
第一次大戦後には重化学工業が発達し、柵原では鉱山が開かれ、玉野では造船業が活況を呈するようになった。
経済の発展で中間市民層が厚みを増したことから、その求めにより中等教育・高等教育の充実が図られた。特に公立・私立の女学校が次々に設立され、全国的に見ても女子の中等教育の盛んな県となった。
こうした地勢より、社会福祉分野においても先見性が高い人材を数多く輩出しており、社会福祉学上において近代福祉事業発祥の地とされることもある。特に1917年（大正6年）に自県にて発足した済世顧問制度は大阪府の方面委員制度と並んでのちの民生委員制度につながるものとされ、先述の片山潜も貧困層のために日本最初の隣保館を設立している。他にも救世軍において廃娼運動を繰り広げ、女性の権利と生活の向上に足跡を残した山室軍平や、児童自立支援施設の先駆けとなった家庭学校を設立した留岡幸助、岡山博愛会病院を設立し地域医療に寄与したアリス・ペティ・アダムス、日本最初の孤児院（児童養護施設）を作り上げた石井十次などが岡山県にてその活動の発起を行った。そのため山室、留岡、アダムス、石井の4名は社会福祉の歴史上に多大なる功績を遺したことにより「岡山四聖人」と称される。
しかしながら第二次世界大戦が勃発し、戦争末期の1945年（昭和20年）6月には航空機工場のあった倉敷市水島地区と岡山市がアメリカ軍による大規模な空襲を受けた。岡山市では空襲により中心部がほとんど壊滅し、1,700人以上の市民が犠牲となった。

### 戦後
戦後は児島湾、笠岡湾など大規模の干拓事業が引き続いて行われ、臨海部に巨大な農業地、工業地が出現する。
また三木知事時代の1960年代、全国総合開発計画に合わせて水島地区に大型船が入港可能な港湾と石油コンビナートを造成して製鉄、石油化学および自動車などの工場を誘致された。また同時期に笠岡市は備後工業整備特別地域に指定され、日本鋼管福山製鉄所をはじめとした製鉄関連産業が進出する。このように県南部の臨海地帯を中心に重工業化が進み、農業中心の県から工業中心の県へと変貌を遂げた。他方では、1970年代には大気汚染、瀬戸内海への石油流出事故、赤潮、児島湖の水質悪化などに悩まされた。
1970年代以降は山陽新幹線の開業や瀬戸大橋の開通による高速道路・鉄道網の整備、県が管理する空港としては全国で唯一3,000メートル滑走路を持つ岡山空港の開港による航空網の整備が行われ、交通の結節点としての地位を高めた。
南部では人口の増加が見られ、岡山市や倉敷市などが150万都市圏を形成している（岡山都市圏）。岡山インターチェンジから車で2時間圏の範囲の人口は約1,640万人で、東京都の人口よりも多い。その範囲の総生産額は約97兆円でカナダを上回る規模ともなっている。

### 21世紀
2000年代には紡績工場跡地などを転用したイオンモール倉敷などの郊外・準郊外型のショッピングモールが大小含め県内各地に建設された。一方で、商店街がシャッター通りとなり、ダイエー岡山店・三越倉敷店といった市街地中心部の大型店が相次いで撤退したことに象徴される中心市街地の空洞化（ドーナツ化）が深刻な問題となっている。
2020年12月20日。県と県医師会は新型コロナウイルス感染症の急速な拡大に対し、医療非常事態宣言を発表した。

## 人口
岡山県の人口は戦後の165万人から一貫して増加を続け、2002年には最大値約195万人に達した。しかし、その後は一貫して県全体では減少が続いている。2020年国勢調査によると、岡山県の人口増加率は-1.8％となっており、データのある1925年以降の国勢調査では最低の値となっている。
広島市に次いで中国・四国地方第2の都市である岡山市（約71万人）や第3位の倉敷市（約47万人）を擁する南部は岡山都市圏を中心に人口増加が堅調である。ただ、岡山市とともに岡山都市圏の中心を担う倉敷市がついに2019年から減少に転じた。一方、総社市は年々人口増加している。吉備高原や中国山地の山々に囲まれた地域では高齢化が進行し、人口の減少が顕著になってきている。県全体では1990年（平成2年）ごろから人口はほぼ横ばいであった。社会動態においては、1998年（平成10年）以降転出超過の社会減となっていた。2011年（平成23年）の東日本大震災以降から移住者の増加で一時転入超過に転じたが、2013年（平成25年）に再び社会減となった。
NPO法人ふるさと回帰センターが毎年発表している「田舎暮らし希望地域ランキング」にて、岡山県は2012年（平成24年）度に2位、2013年（平成25年）度に3位にランクインしている。
婚姻関係では、男女の初婚年齢が香川県とともに全国屈指の早さとなっている。
岡山県によると、2023年での合計特殊出生率は1.32となっている。

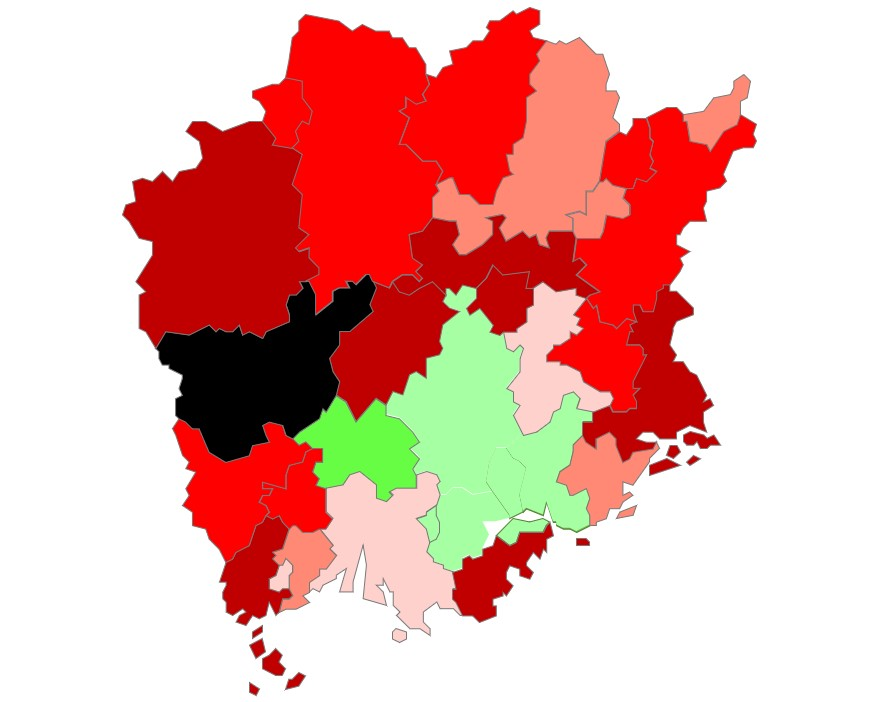
岡山県市町村人口増減率分布図（2016年（平成28年）度と2021年（令和3年）度8月1日岡山県統計から算出）
増加
0.0 - 2.49 %
2.50-4.99%
減少
0.0 - 2.5 %
2.5 - 5.0 %
5.0 - 7.5 %
7.5 - 10.0 %
10.0%以上

| 増加 0.0 - 2.49 % 2.50-4.99% | 減少 0.0 - 2.5 % 2.5 - 5.0 % 5.0 - 7.5 % 7.5 - 10.0 % 10.0%以上 |

| |                                        |  |
| 岡山県と全国の年齢別人口分布（2005年） | 岡山県の年齢・男女別人口分布（2005年） |  |
| ■紫色 ― 岡山県 ■緑色 ― 日本全国 | ■青色 ― 男性 ■赤色 ― 女性              |  |
| 岡山県（に相当する地域）の人口の推移 \| 1970年（昭和45年） \| 1,707,026人 \| \| \| 1975年（昭和50年） \| 1,814,305人 \| \| \| 1980年（昭和55年） \| 1,871,023人 \| \| \| 1985年（昭和60年） \| 1,916,906人 \| \| \| 1990年（平成2年） \| 1,925,877人 \| \| \| 1995年（平成7年） \| 1,950,750人 \| \| \| 2000年（平成12年） \| 1,950,828人 \| \| \| 2005年（平成17年） \| 1,957,264人 \| \| \| 2010年（平成22年） \| 1,945,276人 \| \| \| 2015年（平成27年） \| 1,921,525人 \| \| \| 2020年（令和2年） \| 1,888,432人 \| \| |                                        |  |
| 総務省統計局 国勢調査より |                                        |  |
| 1970年（昭和45年） | 1,707,026人                            |  |
| 1975年（昭和50年） | 1,814,305人                            |  |
| 1980年（昭和55年） | 1,871,023人                            |  |
| 1985年（昭和60年） | 1,916,906人                            |  |
| 1990年（平成2年） | 1,925,877人                            |  |
| 1995年（平成7年） | 1,950,750人                            |  |
| 2000年（平成12年） | 1,950,828人                            |  |
| 2005年（平成17年） | 1,957,264人                            |  |
| 2010年（平成22年） | 1,945,276人                            |  |
| 2015年（平成27年） | 1,921,525人                            |  |
| 2020年（令和2年） | 1,888,432人                            |  |

| 岡山県の市町村の人口、面積、人口密度（2025年7月1日） ※自治体の順番は、全国地方公共団体コードの順 | 岡山県の市町村の人口、面積、人口密度（2025年7月1日） ※自治体の順番は、全国地方公共団体コードの順 | 岡山県の市町村の人口、面積、人口密度（2025年7月1日） ※自治体の順番は、全国地方公共団体コードの順 | 岡山県の市町村の人口、面積、人口密度（2025年7月1日） ※自治体の順番は、全国地方公共団体コードの順 | 岡山県の市町村の人口、面積、人口密度（2025年7月1日） ※自治体の順番は、全国地方公共団体コードの順 |
|                                                                                                  | 市町村                                                                                           | 人口                                                                                             | 面積                                                                                             | 人口密度                                                                                         |
| ------------------------------------------------------------------------------------------------ | ------------------------------------------------------------------------------------------------ | ------------------------------------------------------------------------------------------------ | ------------------------------------------------------------------------------------------------ | ------------------------------------------------------------------------------------------------ |
| 1                                                                                                | 岡山市                                                                                           | 710,006人                                                                                        | 789.95km2                                                                                        | 899人/km2                                                                                        |
| 2                                                                                                | 倉敷市                                                                                           | 464,687人                                                                                        | 356.07km2                                                                                        | 1,305人/km2                                                                                      |
| 3                                                                                                | 津山市                                                                                           | 93,979人                                                                                         | 506.33km2                                                                                        | 186人/km2                                                                                        |
| 4                                                                                                | 玉野市                                                                                           | 51,853人                                                                                         | 103.44km2                                                                                        | 501人/km2                                                                                        |
| 5                                                                                                | 笠岡市                                                                                           | 42,080人                                                                                         | 136.07km2                                                                                        | 309人/km2                                                                                        |
| 6                                                                                                | 井原市                                                                                           | 35,176人                                                                                         | 243.54km2                                                                                        | 144人/km2                                                                                        |
| 7                                                                                                | 総社市                                                                                           | 69,031人                                                                                         | 211.90km2                                                                                        | 326人/km2                                                                                        |
| 8                                                                                                | 高梁市                                                                                           | 25,121人                                                                                         | 546.99km2                                                                                        | 46人/km2                                                                                         |
| 9                                                                                                | 新見市                                                                                           | 24,994人                                                                                         | 793.29km2                                                                                        | 32人/km2                                                                                         |
| 10                                                                                               | 備前市                                                                                           | 29,134人                                                                                         | 258.13km2                                                                                        | 113人/km2                                                                                        |
| 11                                                                                               | 瀬戸内市                                                                                         | 34,972人                                                                                         | 125.46km2                                                                                        | 279人/km2                                                                                        |
| 12                                                                                               | 赤磐市                                                                                           | 40,863人                                                                                         | 209.36km2                                                                                        | 195人/km2                                                                                        |
| 13                                                                                               | 真庭市                                                                                           | 38,633人                                                                                         | 828.53km2                                                                                        | 47人/km2                                                                                         |
| 14                                                                                               | 美作市                                                                                           | 23,465人                                                                                         | 429.29km2                                                                                        | 55人/km2                                                                                         |
| 15                                                                                               | 浅口市                                                                                           | 31,165人                                                                                         | 66.46km2                                                                                         | 469人/km2                                                                                        |
| 16                                                                                               | 和気町                                                                                           | 12,436人                                                                                         | 144.21km2                                                                                        | 86人/km2                                                                                         |
| 17                                                                                               | 早島町                                                                                           | 12,428人                                                                                         | 7.62km2                                                                                          | 1,631人/km2                                                                                      |
| 18                                                                                               | 里庄町                                                                                           | 10,573人                                                                                         | 12.23km2                                                                                         | 865人/km2                                                                                        |
| 19                                                                                               | 矢掛町                                                                                           | 12,363人                                                                                         | 90.62km2                                                                                         | 136人/km2                                                                                        |
| 20                                                                                               | 新庄村                                                                                           | 675人                                                                                            | 67.11km2                                                                                         | 10人/km2                                                                                         |
| 21                                                                                               | 鏡野町                                                                                           | 11,251人                                                                                         | 419.68km2                                                                                        | 27人/km2                                                                                         |
| 22                                                                                               | 勝央町                                                                                           | 10,446人                                                                                         | 54.05km2                                                                                         | 193人/km2                                                                                        |
| 23                                                                                               | 奈義町                                                                                           | 5,151人                                                                                          | 69.52km2                                                                                         | 74人/km2                                                                                         |
| 24                                                                                               | 西粟倉村                                                                                         | 1,267人                                                                                          | 57.97km2                                                                                         | 22人/km2                                                                                         |
| 25                                                                                               | 久米南町                                                                                         | 4,045人                                                                                          | 78.65km2                                                                                         | 51人/km2                                                                                         |
| 26                                                                                               | 美咲町                                                                                           | 11,636人                                                                                         | 232.17km2                                                                                        | 50人/km2                                                                                         |
| 27                                                                                               | 吉備中央町                                                                                       | 10,029人                                                                                         | 268.78km2                                                                                        | 37人/km2                                                                                         |

### 岡山県人口動態
2005年国勢調査をピークに人口減少傾向が続いている。2024年現在は約183万人となっており1976年(昭和51年)の人口水準とほぼ同じである。岡山県の近年の人口動態は2010年代前半は年間5,000人、後半は7,000人程度の人口減少数に収まっていたが、2024年の年間減少数は約14,000人まで増えており人口減少傾向が急速に強まっている。
| 実施年 | 人口（人） | 増減人口（人） | 人口増減率(%) | 国内増減率(%) | 増加率全国順位 |
| ------ | ---------- | -------------- | ------------- | ------------- | -------------- |
| 1960年 | 1,670,454  | -              | -             | -             | -              |
| 1965年 | 1,645,135  | 25,319         | 1.52          | 5.20          | 28位           |
| 1970年 | 1,707,026  | 61,891         | 3.76          | 5.54          | 16位           |
| 1975年 | 1,814,305  | 107,279        | 6.28          | 7.92          | 18位           |
| 1980年 | 1,871,023  | 56,718         | 3.12          | 4.57          | 29位           |
| 1985年 | 1,916,906  | 45,883         | 2.45          | 3.40          | 23位           |
| 1990年 | 1,925,877  | 8,971          | 0.47          | 2.12          | 24位           |
| 1995年 | 1,950,750  | 24,873         | 1.29          | 1.58          | 20位           |
| 2000年 | 1,950,828  | 78             | 0.00          | 1.08          | 24位           |
| 2005年 | 1,957,264  | 6,436          | 0.33          | 0.66          | 13位           |
| 2010年 | 1,945,276  | 11,988         | 0.61          | 0.23          | 17位           |
| 2015年 | 1,921,525  | 23,751         | 1.22          | 0.75          | 14位           |
| 2020年 | 1,888,432  | 33,093         | 1.72          | 0.75          | 15位           |

## 政治

### 歴代知事
（公選知事を特に列記する）
| 代 | 氏名                | 在任期間                                                |
| -- | ------------------- | ------------------------------------------------------- |
| 1  | 西岡広吉            | 1947年（昭和22年）4月16日 - 1951年（昭和26年）3月30日   |
| 2  | 三木行治（4期）     | 1951年（昭和26年）5月3日 - 1964年（昭和39年）9月21日    |
| 3  | 加藤武徳（2期）     | 1964年（昭和39年）11月12日 - 1972年（昭和47年）11月11日 |
| 4  | 長野士郎（6期）     | 1972年（昭和47年）11月12日 - 1996年（平成8年）11月11日  |
| 5  | 石井正弘（4期）     | 1996年（平成8年）11月12日 - 2012年（平成24年）11月11日  |
| 6  | 伊原木隆太（3期目） | 2012年（平成24年）11月12日 - 現職                       |

### 行政機関
岡山県の行政機関の本庁として、岡山県庁が同市北区内山下に所在している。岡山県内に備前・美作・備中の各県民局が置かれ、その下部組織として各地域事務所が設置されている。かつては地方振興局が設置されていたが統合・再編されて現在に至る。

### 財政
2008年（平成20年）6月2日の定例記者会見で2011年（平成23年）度にも、2009年（平成21年）度から新たに施行された自治体財政健全化法に基づいて起債制限など国に管理される財政再生団体に転落する可能性があるとして、財政危機宣言を発した。このため、構造的に見込まれる400億円規模の財源不足を解消するため、2008年（平成20年）8月に「岡山県財政構造改革プラン（素案）」を公表した。その際に、歳出削減や県有施設の統廃合について、市町村、県民からさまざまな意見が表明されたことを踏まえ、同年11月に「岡山県行財政構造改革大綱2008」が策定された。この行革大綱の具体的な枠組みは、（1）職員数の削減、（2）組織体制の再構築、（3）職員の意識改革と人事制度、（4）事務事業の削減、（5）公共事業の削減、（6）歳入確保、（7）公の施設の閉鎖・譲渡・集約化、（8）市町村の事務・権限移譲、（9）外郭団体等の抜本的な見直し、（10）効果的な行政評価システムの構築の10分野に及び、これらの取組を2012年（平成24年）度（職員数は2013年（平成25年）度）までに実施することにより、一般財源で396億円の収支不足を解消し、歳入と歳出のバランスが取れた持続可能な財政構造を確立することを目標としている。また、今後の財政運営の目標として、「収入にあわせた予算を組みます」・「県債残高をこれ以上増やしません（プライマリーバランスの黒字化）」・「同規模県と比較してもっともスリムな体制を目指します」・「行革推進債などの緊急避難的な対策による財政運営と決別します」・「今後4年間で改革の総仕上げを行います」との5つの目標を掲げ、この目標に沿った財政運営に取り組むこととされている。

#### 2007年度（平成19年度）
- 財政力指数 0.54
  - Iグループ（財政力指数0.5以上、1.04未満）17自治体中15位

#### 2006年度（平成18年度）
- 標準財政規模 3,978億円
- 一般会計歳入 6,975億円
- 一般会計歳出 6,951億円
- 財政力指数 0.49
  - IIグループ（財政力指数0.4以上、0.5未満）9自治体中1位
- 経常収支比率 97.8%（都道府県平均：92.8% 財政硬直化が進んでいる）
- 実質収支比率 0.3
- 人口一人当たり人件費・物件費等決算額 13万379円 （都道府県平均：12万4,759円）
- 実質公債費比率 17.8%（都道府県平均：14.7% 18%を超えると起債に制限）
- 人口100,000人当たり職員数 1,237.10人（都道府県平均：1,173.11人）
  - 2005年度（平成17年度）に対して2010年度（平成22年度）の総定員数を1,400人程度削減予定
- ラスパイレス指数 96.2 （都道府県平均：99.6）

地方債残高
- 普通会計分の地方債現在高 1兆2,170億円
- 上記以外の特別会計分の地方債現在高 1,092億円
  - 上記以外に第3セクターなど（財団法人含む）に対する債務保証にかかわる債務残高がある。

#### 2005年度（平成17年度）
- 財政力指数 0.42
  - IIグループ（財政力指数0.4以上、0.5未満）8自治体中8位

#### 2004年度（平成16年度）
- 財政力指数 0.40
  - IIグループ（財政力指数0.4以上、0.5未満）10自治体中10位

## 経済・産業
都市化が進み工業の発展する県南部の大部分の市町村は井原市、笠岡市、里庄町を除き岡山市を中心とする岡山都市圏に属する。県北部は山地が広がり人口は比較的まばらである。県南西部の西備地方（ただし矢掛町と浅口市は含まれず、岡山都市圏に属する）は広島県福山市を中心とする福山都市圏である。

### 第一次産業
農業

農業生産額の割合では、鶏（鶏卵・ブロイラー）が全生産額の23.7%で最も多く、米が22.8%、果実が17.5%、野菜が15.3%と成っている。

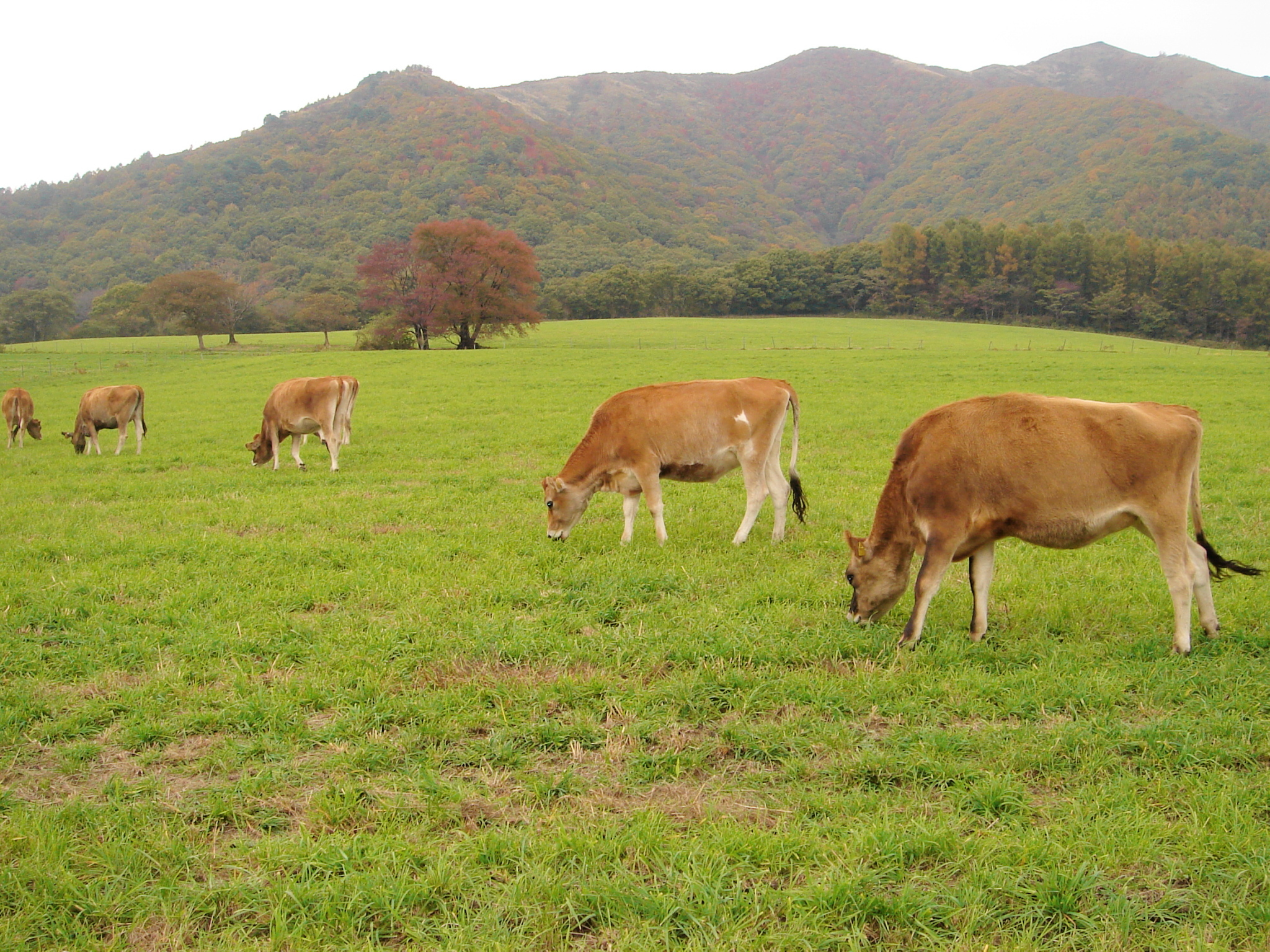
蒜山高原で飼育されているジャージー牛

岡山県南部に広がる児島湾干拓地を中心とした岡山平野や北部の津山盆地などでは、古来よりコメの栽培が盛んで、現在に至るまで農産物の中心をコメが占めており、コシヒカリや朝日米、ヒノヒカリなどの品種が栽培されている。また、南部では岡山市灘崎地区のナスや倉敷市連島地区のレンコンをはじめ大都市向けに出荷される花卉、全国的にも珍しい黄ニラなどが生産されている。
国内産のマスカットの約9割は岡山県で生産されており、明治時代以降は岡山市津高地域・栢谷地区などの丘陵地においてブドウやモモの温室栽培が行われるようになった。全都道府県における出荷量で見れば、ブドウは4位（西日本1位）、モモは6位（和歌山県に次ぐ西日本2位）で全体シェアの5パーセントにも満たないものの、一部の品種に限れば、ブドウのマスカット・オブ・アレキサンドリア、ニューピオーネや黒大豆の作州黒の生産量は全国トップクラスであり、現在では岡山県の主要な名産品となっている。県内では他にも岡山市東区でお歳暮シーズンの愛宕梨（あたご梨）や鴨梨（ヤーリー）などの果物が全国シェアトップで栽培されており、高い生産技術と穏やかな気候に恵まれ、高品質な商品を生産している。近年、これらの農産物を中国や台湾など海外に輸出し、販売する試みがなされている。
畜産においては中国山地沿いを中心に行われ、特に新見市千屋地区で肉牛の「千屋牛」などの和牛が飼育されている。酪農においては蒜山高原（真庭市）ではジャージー牛の放牧が行われ、脂肪分を多く含んだ濃厚な乳を用いた牛乳などを出荷しており、吉備中央町では気候に合わせたブラウンスイス品種の乳を用いて吉田牧場が高品質のチーズを生産している。その他、山田養蜂場を中心として養蜂も行われている。
かつてはイグサやコンニャク、タバコの生産も盛んであったが、戦後の産業構造の転換により次第に生産量を減らしている。北部を中心とする中山間地域では若者の都市部への流出や高齢化による過疎化が進行しており、農業の担い手不足が課題となっている。
- おもな品種
ブドウ
  - マスカット・オブ・アレキサンドリア
  - シャインマスカット
  - ニューピオーネ
  - 瀬戸ジャイアンツ（桃太郎ぶどう）
  - オーロラブラック
  - 紫苑

モモ
  - 清水白桃
  - 川中島白桃
  - 白鳳

梨
  - 愛宕梨（あたご梨）
  - 鴨梨（ヤーリー）

黒大豆
  - 作州黒

林業
国有林は少なく民有林が9割を占める。温暖で乾燥した気候を好む高級木材のヒノキが多いが、湿潤気候を好むスギは少ない。民有林面積の7割弱がヒノキ林とされている。ヒノキ丸太の生産量は高知県、愛媛県、熊本県などと並んで上位の常連で1位の年度も多い。
かつては同じような気候、および瀬戸内海沿岸に多い風化花崗岩の真砂土に適応するアカマツが多く、現在も県の木にも指定されている。これは気候や地質的な要素以外にも調理、製塩、たたら製鉄などでの薪の過剰利用により植生遷移が退行しマツ類が優勢になった結果であり、岡山に限らず古くから人が住んでいた西日本ではしばしば見られた光景と考えられている。このような環境は高温で燃えるアカマツ材で焼き上げる備前焼や長船の日本刀鍛造の文化にも影響した。致死的な伝染病であるマツ材線虫病（松くい虫）の蔓延に伴い、1970年代以降アカマツ林は減少し一部はヒノキ林へと転換された。
かつてはアカマツと共生するマツタケの大産地でもあり年間500t以上を生産していたが、1960年以降生産量が激減した。2010年代以降は2大産地である長野県と岩手県には大きく差を付けられているが、全国生産量は3位に入る年が多い。
乾燥地ということで岡山県周辺で特筆される樹種にアベマキがある。アベマキは乾燥地に耐えるクヌギの近縁種で、中国地方ではクヌギより一般的である。樹皮のコルク層が厚いことから、地中海沿岸産のコルクガシの代用として国産コルクの製造がおこなわれていた。戦後は質の良いコルクガシの流入でアベマキコルクは途絶えてしまったが、この名残で日本のコルクメーカーは岡山県を中心とする中国地方に多い。最大手の内山工業も本社が岡山市にある。また、広島県を代表する自動車メーカーであるマツダもコルク加工から始まっており、後にコルク製造部門は分社化し内山工業傘下に入った。
水産業
瀬戸内海に面する岡山県では児島湾などで、浅瀬を利用した沿岸漁業が行われており、かつてはサワラやタイの中型魚がおもに獲れていたが、明治から昭和にかけての干拓事業による漁場の縮小と都市化の影響による瀬戸内海の水質汚濁が発生し、以前ほどの豊かな漁場は失われてしまった。
しかしながら、現在でも倉敷市下津井港をはじめとしてメバルやイイダコ、カレイなどの好漁場となっており、瀬戸内市邑久町・牛窓町などでは複雑に入り組んだ海岸を利用した海苔やカキの養殖が盛んに行われている。カキの生産量は全国第2位である。瀬戸内海で獲れる海の幸を用いた郷土料理として、ばら寿司（まつり寿司として駅弁販売）や、たこめし、ままかり（サッパの酢漬け）などがある。
また、備前市日生町などでは蛎をお好み焼きに入れた「カキオコ」を新たな名物として岡山県内や他県にPRしており、水産資源を町おこしの契機につなげる新しい取り組みも見られる。
近年の新たな取り組みとして、岡山理科大学の研究で陸上でのハタなどの海水魚の養殖も行われている。

### 第二次産業

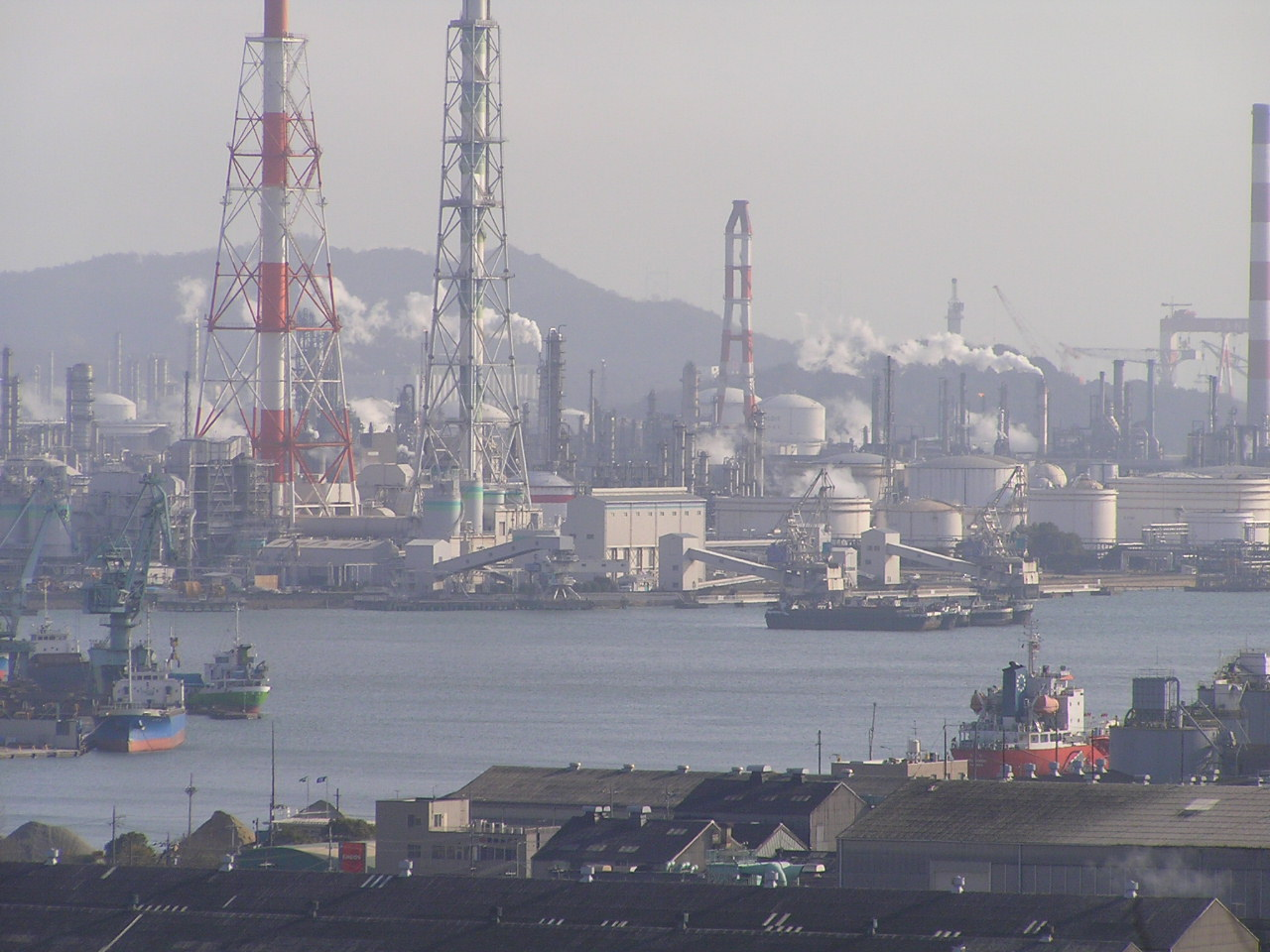
水島コンビナート

第二次大戦以前は農業県であった。大規模な港湾がなかった岡山県の第二次産業は倉敷紡績などの製糸・紡績業などの軽工業がその中心であったが、戦後は県によって、それまで中国・四国地方の他県に後れを取っていた工業化に重点を置いた政策がとられ、水島コンビナート（倉敷市）の埋め立て造成と石油精製所・大手製鉄所・自動車工場などの誘致が行われ、工業的に急速な発展を遂げた。県内にはJFEスチールの倉敷地区、福山地区（笠岡市）二つの銑鋼一貫製鉄所が立地する。
総社市などの内陸部にも工業団地が次々と立地し、自動車の関連部品の製造や電子機器の工場が誕生した。そのほか、岡山市では食品や印刷など市場指向型、軽工業系の工場が岡南地区や西大寺地区などに所在し、倉敷市では児島地区にジーンズや学生服など縫製業が立地している。学生服の出荷額は岡山県が全国第1位となっている。
県西部の笠岡市へは広島県のJFEスチール西日本製鉄所福山製鉄所の関連企業など広島県からの企業の進出が多く見られる。JFEスチール福山製鉄所の敷地自体も笠岡市域にまたがっている。
1980年代以降は吉備高原などの内陸地域を新たな産業ゾーンとするために高速道路の整備や岡山空港の郊外移転などの開発が行われ、IT関連企業やICなどの電子デバイス工場の誘致が県によって進められた。しかし、開発から数十年が経過した現在でも立地した工場は多くなく、当初の見込み通りには事業が進んでいない。
こうした県主導の工業化のためのハード面での積極的な整備によって工業県への変貌に成功したものの、反面、これらの事業によって増大した借金が昨今、県の財政を圧迫している。

### 第三次産業
近年の岡山県の第三次産業は、バイオテクノロジーを活用した医薬品や、IT情報通信などの産業などの特色を持つ。独自の精密加工生産を支える技術企業や、食品・健康・医療・環境・福祉やバイオ関連の企業・研究機関などが産学官連携で新たな雇用産業づくりに取り組み続けている。平成15年度には全国に先駆け、高速大容量の基幹光ファィバ網を県内全域を8の字型に結び、全国ギガビットネットワークとも接続された岡山情報ハイウェイが整備された。サービス業や小売業、金融業などは本社や事業所をおもに岡山市を中心とした県南部に構えている。
1960年代までは伝統的な個人経営の小売店舗が多数を占めていた。1970年代以降、都市化やモータリゼーションの進行、大量消費社会の浸透により、全国や中国・四国地方規模で展開するスーパーマーケットやコンビニ、電器店などのチェーン店舗が郊外の幹線道路沿いに多数開店した。生活するうえでの利便性が増した一方で、中心市街地の空洞化を招いた。バブル経済の崩壊後以降は、都市部の地価の下落が進行。近年は中心市街地への高層マンションの建設が相次いでいる。また、小売店舗の中心市街地への新規出店や再開発事業が活発に展開されている。人口の増加も見られており、現在では再び地価が上昇している。
岡山市では、江戸時代の城下町に由来する表町地区と、1972年（昭和47年）の山陽新幹線開業後に発展したJR岡山駅周辺地区が2大商業地区となっている。岡山県南都市圏は現在人口150万人を擁し、地方都市としては数少ない、成長が見込まれる都市圏のひとつである。岡山市の政令指定都市移行を契機として、今後も再開発などの活性化が期待されている。
県南西部の井原市・笠岡市は江戸時代に備後福山藩領であったなど歴史的にも広島県東部との商業的な一体感が大きく、相対的に県内他市町村（岡山市など）とのつながりが小さい。これらの地域は現在でも完全に福山都市圏に属し、多くの住民が日常的な買い物などを福山市に依存している。
一方で、その他の地域では人口の流出・減少を伴った過疎化によって商業施設の撤退・閉鎖、大型商業施設の郊外出店によるスポンジ化現象が見られ、地域活性化が大きな課題となっている。

### 岡山県に本社を置く主要企業

#### 上場企業
| 企業名                           | 本社所在地   | 上場する市場 |
| -------------------------------- | ------------ | ------------ |
| アルファ                         | 岡山市中区   | スタンダード |
| E・Jホールディングス             | 岡山市北区   | プライム     |
| ウエスコホールディングス         | 岡山市北区   | スタンダード |
| 大本組                           | 岡山市北区   | スタンダード |
| 岡山県貨物運送                   | 岡山市北区   | スタンダード |
| 岡山製紙                         | 岡山市南区   | スタンダード |
| オルバヘルスケアホールディングス | 岡山市北区   | スタンダード |
| KG情報                           | 岡山市北区   | スタンダード |
| 倉敷紡績                         | 倉敷市       | プライム     |
| クラレ                           | 倉敷市       | プライム     |
| サンマルクホールディングス       | 岡山市北区   | プライム     |
| 大黒天物産                       | 倉敷市       | プライム     |
| TAKISAWA                         | 岡山市北区   | スタンダード |
| タツモ                           | 岡山市北区   | プライム     |
| 中国銀行                         | 岡山市北区   | プライム     |
| テイツー                         | 岡山市北区   | スタンダード |
| 天満屋ストア                     | 岡山市北区   | スタンダード |
| トマト銀行                       | 岡山市北区   | スタンダード |
| 萩原工業                         | 倉敷市       | プライム     |
| はるやまホールディングス         | 岡山市北区   | スタンダード |
| ハローズ                         | 都窪郡早島町 | プライム     |
| ベネッセホールディングス         | 岡山市北区   | プライム     |

他県に登記上の本店を置いている企業を含む。

#### 非上場企業
| 金融機関 - おかやま信用金庫 - 吉備信用金庫 - 玉島信用金庫 - 津山信用金庫 - 備前日生信用金庫 - 備北信用金庫 - 水島信用金庫 - 笠岡信用組合 電力・ガス - 岡山ガス - 津山瓦斯 - 水島瓦斯 化学 - 旭化成酸素 - 岡山化工 - カモ井加工紙 - 大和酸素 - 中国化工 - 中国精油 - DOWA IPクリエイション - DOWAエフテック - ドレンシー - ナガオ - 水島合金鉄 - メイト 金属製品製造 - ナカシマプロペラ - 光軽金属工業 各種産業機械製造 - カーツ - ニッカリ - みのる産業 飲食料品製造 - アサヒブレッド - 岡山木村屋 - オハヨー乳業 - 梶原乳業 - カバヤ食品 - 嘉美心酒造 - カモ井食品工業 - 橘香堂 - キミセ醤油 - 三光正宗 - サンラヴィアン - 中国フジパン - 豊島屋 - ナイカイ塩業 - ナガセヴィータ - 丸本酒造 - 三好野本店 - 山田養蜂場 衣料品製造 - 明石スクールユニフォームカンパニー - アン・ドゥー - 菅公学生服 - ジョンブル - 寅壱 - トンボ - ビッグジョン 機械部品製造 - オーエム産業 - 住友電工焼結合金 - タカヤ - タグチ工業 - ローム・ワコー プラスチック製品製造 - シーピー化成 ゴム製品製造 - 倉敷化工 - 日進ゴム - 丸五ゴム工業 | その他製造 - 岡山大鵬薬品 - ダイシン電機 - 徳永こいのぼり - 日本ティーエス - ペガサスキャンドル - 山佐 出版・広告・放送・印刷他 - RSKホールディングス - RSK山陽放送 - テレビせとうち - 岡山放送 - 井原放送 - エクセルパック・カバヤ - エフエムくらしき - 岡山エフエム放送 - 岡山シティエフエム - 岡山ネットワーク - 笠岡放送 - 吉備ケーブルテレビ - 倉敷ケーブルテレビ - 山陽新聞社 - 玉島テレビ放送 - 津山朝日新聞社 - テレビ津山 - 内外プロセス - 日本文教出版 - ビザビグループ - 日生有線テレビ - 備北民報社 - 矢掛放送 バス・タクシー他 - 有本観光バス - 井笠鉄道 - 井原鉄道 - 宇野自動車 - 岡山交通 - 岡山タクシー - 岡山電気軌道 - 下津井電鉄 - 下電観光バス - 総社バス - 中鉄バス - 中鉄美作バス - 津山タクシー - 野村交通 - 備北バス - 平和タクシー - 水島臨海鉄道 - 両備ホールディングス 運輸 - 瀬戸内観光汽船 - ナカウン - 日生運輸 - 日之出運輸 倉庫 - 岡山臨港 建築・土木 - 岩水開発 - エス・バイ・エル・カバヤ - ヘルシーホーム - ミサワホーム中国 職域工事 - 日本植生 設計・測量・調査 - エイト日本技術開発 不動産売買・賃貸 - 宇野不動産 - 岡山コンベンションセンター | 飲食・ホテル・レジャー他 - あずまや - 岡山国際サーキット - おもちゃ王国 - 木下サーカス - 倉敷アイビースクエア - ケイコーポレーション - 三永 - 全秦通商 - ナショナルフーズ - バーク・ジャパン - ピアーサーティー - 風来坊 - ふるいち - フレスカ - ペブルフードオペレーション - マリンポリス - ヨコヤマコーポレーション 飲食料品販売 - 赤沢食品 - 天仁製茶 - 白十字 - 藤徳物産 - 源吉兆庵 衣料品販売 - キャピタル 日用品・雑貨販売 - 金光薬品 - ザグザグ - サンヨープレジャー - ラブドラッグス 百貨店・スーパー - 共栄商事 - グランドマート - タイム - 玉屋 - 天満屋 - 東久ストア - ナンバ - 仁科百貨店 - マツサカ - わたなべ生鮮館 自動車他耐久消費財販売 - 岡山日産自動車 - 岡山三菱ふそう自動車販売 - タカハシカメラ - トヨタカローラ岡山 - 日産サティオ岡山 書籍・新聞販売 - オサダ文昭堂 - ブックランドあきば - 万歩書店 - 山田快進堂 その他販売 - クラブン - ケーアイツー - サンワサプライ - 中原三法堂 教育 - アミティー - イーオン 金融 - 全日信販 - 中銀証券 ソフトウエア開発 - シックス - セリオ - ソフィア - トライエス - 両備システムズ その他 - グロップ - 三洋ホールディングス - JR西日本岡山メンテック - ダイヤクリーニング |

### 岡山県で創業し拠点事業所を置く主要企業
- クラレ - 倉敷市で創業。現在の本社は東京（ただし登記上の本店は現在も倉敷市）。現在も倉敷事業所、岡山事業所を置いている。
- 倉敷紡績（クラボウ） - 倉敷市で創業。現在の本社は大阪（ただし登記上の本店は現在も倉敷市）。現在も岡山工場を置いている。工場跡地にホテル倉敷アイビースクエアや倉敷中央病院を設立し、2021年（令和3年）現在でも倉敷とつながりの深い企業である。
- 三井造船（三井E&Sホールディングス） - 玉野市で創業。現在の本社は東京。現在でも創業の地である玉野市に玉野事業所を置いている。

### 岡山県に拠点事業所を置く主要企業
- 三菱自動車工業
- JFEスチール
- 東京製鐵
- ENEOS（旧新日本石油精製・ジャパンエナジー）
- 旭化成
- 三菱ガス化学
- 三菱ケミカル
- 住友化学
- NTN
- 村田製作所（岡山村田製作所）
- ローム（ローム・ワコー）
- パナソニックエレクトロニックデバイス（パナソニック エレクトロニックデバイス津山）
- シャープ（シャープタカヤ電子工業）
- サノヤスホールディングス（サノヤス造船）
- 品川リフラクトリーズ
- 北興化学工業
- 荒川化学工業
- 大阪ソーダ
- 日本ゼオン
- 日本農産工業
- 西日本放送（香川本拠の放送局。岡山本社中国総支社、倉敷支社を設置。）
- 瀬戸内海放送（香川本拠のテレビ局。岡山本社並びに広島・九州地区統括営業グループを設置。）

### 岡山県が発祥とされる商品・サービス
| - 青汁 - カラオケボックス - セルフ式うどん店 - 卵かけご飯 | - 点字ブロック - ぶっかけうどん - ミルク金時 - 民生委員 |

## 生活・交通

### 警察
岡山県警察本部の管轄にあり、以下の22警察署が置かれている。ここ数年の市町村合併にともない、2006年（平成18年）4月1日に警察署管轄地域の見直しが行われた。また、2009年（平成21年）4月1日からは、岡山市の政令指定都市移行にともない岡山東警察署が岡山中央警察署に、西大寺警察署が岡山東警察署にそれぞれ名称変更された。
- 岡山中央警察署（岡山市中区）: 岡山市北区の東部と中区
- 岡山東警察署（岡山市東区）: 岡山市東区西大寺・上道地区
- 岡山西警察署（岡山市北区）: 岡山市北区北西部と南区の一部
- 岡山南警察署（岡山市南区）: 岡山市南区の大半と北区の一部
- 岡山北警察署（岡山市北区）: 岡山市北区御津地域・建部地区・吉備中央町
- 赤磐警察署（岡山市東区）: 岡山市東区瀬戸地区・赤磐市
- 備前警察署（備前市）: 備前市・和気町
- 瀬戸内警察署（瀬戸内市）: 瀬戸内市
- 玉野警察署（玉野市）: 玉野市
- 児島警察署（倉敷市）: 倉敷市児島地区
- 倉敷警察署（倉敷市）: 倉敷市倉敷地区・岡山市北区の一部・早島町
- 水島警察署（倉敷市）: 倉敷市水島地区
- 玉島警察署（倉敷市）: 倉敷市玉島・船穂・真備地区・浅口市・里庄町
- 笠岡警察署（笠岡市）: 笠岡市
- 井原警察署（井原市）: 井原市・矢掛町
- 総社警察署（総社市）: 総社市
- 高梁警察署（高梁市）: 高梁市
- 新見警察署（新見市）: 新見市
- 真庭警察署（真庭市）: 真庭市・新庄村
- 津山警察署（津山市）: 津山市・鏡野町
- 美作警察署（美作市）: 美作市・勝央町・奈義町・西粟倉村
- 美咲警察署（美咲町）: 美咲町・久米南町

### 交通

#### 鉄道
鉄道は1891年（明治24年）に山陽鉄道（現在のJR山陽本線）が三石駅から岡山駅まで開通したのを皮切りに、中国鉄道・西大寺鉄道・片上鉄道・下津井電鉄などが次々と開通した。一方で戦後にはモータリゼーションの進行や利用者の減少により多くの私鉄路線が廃止された。1972年（昭和47年）には国鉄山陽新幹線新大阪・岡山間が、3年後には岡山・博多間が開業し、1988年（昭和63年）には瀬戸大橋開通にともないJR瀬戸大橋線が開業。以来、JR岡山駅は本州と九州、および山陰と四国を結ぶ一大ターミナルとなっている。現在、鏡野町、吉備中央町、新庄村、奈義町を除く全自治体に鉄道駅が存在し、岡山市では全国的に数少なくなった路面電車も運行されている。
　岡山駅には新幹線の最速達種別である「のぞみ」の全列車が停車する。

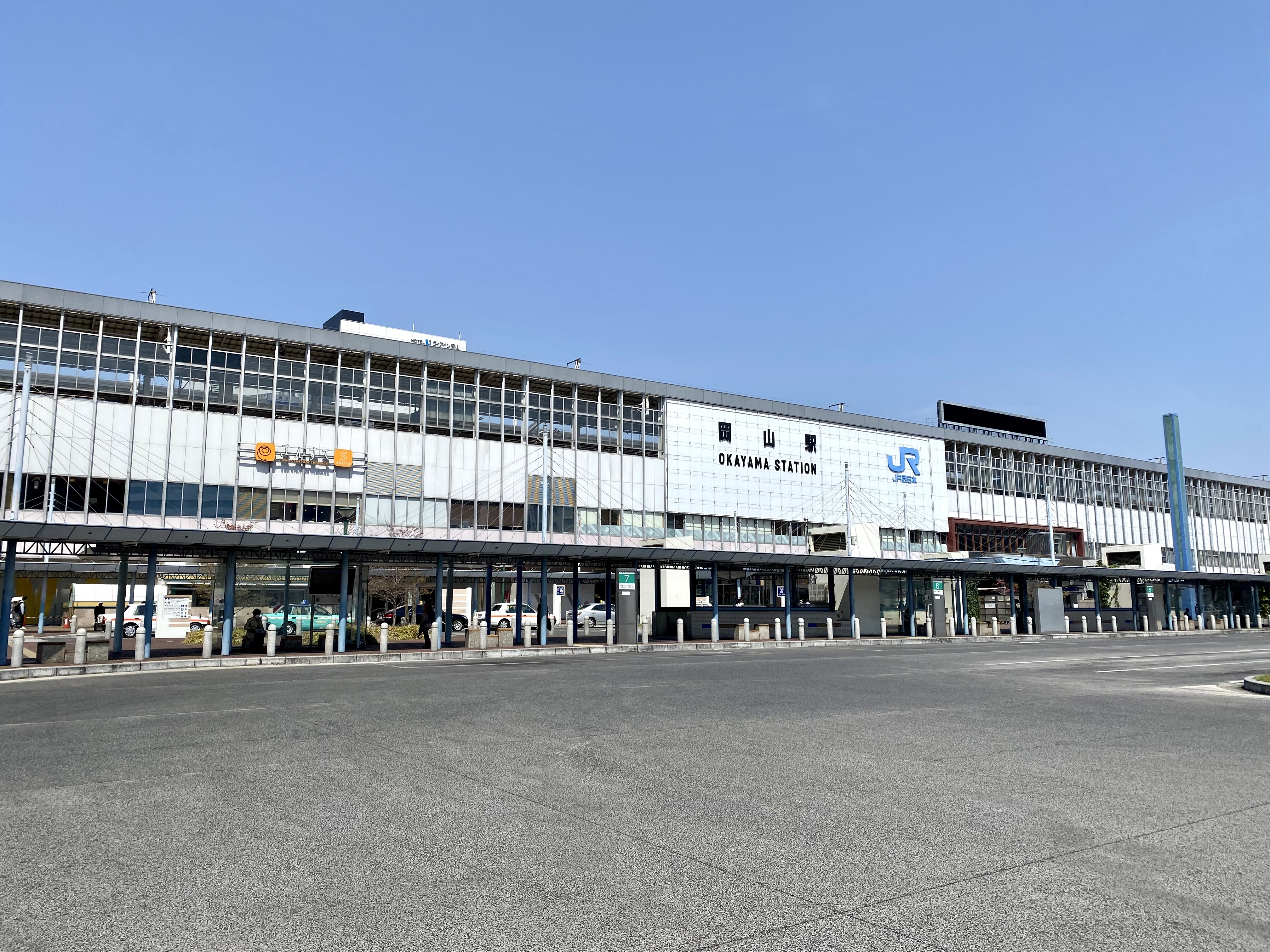
JR岡山駅（東口）

西日本旅客鉄道（JR西日本）
- 山陽新幹線 - 岡山駅（岡山市北区）・新倉敷駅（倉敷市）
- 山陽本線 - 三石駅（備前市） - 笠岡駅（笠岡市）
- 伯備線 - 倉敷駅（※岡山駅まで直通） - 新郷駅（新見市）
- 吉備線 愛称→(桃太郎線)- 岡山駅 - 総社駅（総社市）
- 赤穂線 - 寒河駅（備前市） - 東岡山駅（岡山市中区）（※岡山駅まで直通）
- 津山線 - 岡山駅 - 津山駅（津山市）
- 宇野線愛称→(宇野みなと線) - 岡山駅 - 宇野駅（玉野市）
- 本四備讃線（瀬戸大橋線） - 茶屋町駅（倉敷市）（※岡山駅まで直通） - 児島駅（倉敷市）
- 芸備線 - 備中神代駅（新見市）（※新見駅まで直通） - 野馳駅（新見市）
- 姫新線 - 美作土居駅（美作市） - 新見駅
- 因美線 - 美作河井駅（津山市） - 津山駅

四国旅客鉄道（JR四国）
- ■ 本四備讃線（瀬戸大橋線）- 児島駅 - 下津井瀬戸大橋

智頭急行
- ■ 智頭線 - 宮本武蔵駅（美作市） - あわくら温泉駅（西粟倉村）

井原鉄道
- ■ 井原線 - 総社駅 - 子守唄の里高屋駅（井原市）

水島臨海鉄道
- ■ 水島本線 - 倉敷市駅 - 三菱自工前駅（倉敷市）

岡山電気軌道
- ■東山本線 - 岡山駅前電停 - 東山・おかでんミュージアム駅電停（岡山市中区）
- ■清輝橋線 - 柳川電停（※岡山駅前電停まで直通） - 清輝橋電停（岡山市北区）

#### 道路
山陰地方と四国の中間に位置し、古くから主要街道の山陽道が通っていた岡山県は道路網が充実しており、特に2007年（平成19年）度の高速道路延長（面積1,000km²当たり延長）は41キロと全国第5位になっている。
高速道路（高速自動車国道・高規格幹線道路）
- 山陽自動車道（備前IC - 笠岡IC、倉敷JCT - 早島IC）
- 中国自動車道（作東IC - 新見IC）
- 鳥取自動車道（大原IC - 坂根交差点）
- 岡山自動車道（岡山JCT - 北房JCT）
- 米子自動車道（落合JCT - 蒜山IC）
- 瀬戸中央自動車道（早島IC - 児島IC）

一般国道
- 国道2号 大阪府大阪市 - 福岡県北九州市
- 国道30号 岡山市北区・南区 - 香川県高松市
- 国道53号 岡山市北区 - 鳥取県鳥取市
- 国道179号 兵庫県姫路市 - 鳥取県東伯郡湯梨浜町
- 国道180号 岡山市北区 - 島根県松江市
- 国道181号 岡山県津山市 - 鳥取県米子市
- 国道182号 岡山県新見市 - 広島県福山市
- 国道250号 兵庫県神戸市 - 岡山県岡山市北区
- 国道313号 広島県福山市 - 鳥取県東伯郡北栄町
- 国道373号 兵庫県赤穂市 - 鳥取県鳥取市
- 国道374号 岡山県備前市 - 岡山県津山市
- 国道429号 岡山県倉敷市 - 京都府福知山市
- 国道430号 岡山県倉敷市 - 岡山県玉野市
- 国道482号 京都府宮津市 - 鳥取県米子市
- 国道484号 岡山県備前市 - 岡山県高梁市
- 国道486号 岡山県総社市 - 広島県東広島市

県道

#### バス
岡山県は隣接する広島県とともにバス事業者の多い県である。岡山市内では多数の会社が乗り入れ、一時期は事業者間での激しい競合が発生する問題も起きていたが、調整が進むなど改善している。高速バスは京阪神、山陰、広島、東京、福岡、四国各県などに伸びる。都市圏が県境を跨ぐ県西部では井笠バスカンパニー、北振バスが地方部では非常に稀な路線バスが県境を越える越境路線を運行している。
- 岡山市・倉敷市周辺
  - 両備ホールディングス（「愛称→両備バス」岡山市内・倉敷市内および玉野市など）
  - 岡山電気軌道（「愛称→岡電バス」岡山市内中心。両備グループ）
  - 中鉄バス（岡山市内および総社市など）
    - 子会社が県北部に路線網を持つ（下記記載）

  - 下津井電鉄（「愛称→下電バス」岡山市内・倉敷市内など）
  - 宇野自動車（「愛称→宇野バス」岡山市内および赤磐市、瀬戸内市など）
  - JRバス中国（現在は高速バスのみ）
  - 八晃運輸（「愛称→岡山市内循環バス めぐりん」岡山市内）
  - 中国バス（高速バスが岡山県内に停留所設置。本社：広島県福山市。両備グループ）
  - 琴参バス（倉敷市内）
- 県西部
  - 井笠バスカンパニー（旧井笠鉄道(愛称→井笠バス)、笠岡市、井原市および広島県福山市など、両備グループ）
  - 北振バス（矢掛町、井原市、高梁市および広島県福山市など）
- 県北部
  - 備北バス(備北グループ)（高梁市、真庭市、新見市など）
  - 中鉄北部バス（津山市など、中鉄バスの子会社）
  - 美作共同バス（美作市など）

#### 航空
県内の主要空港は岡山空港である。岡山市北区日応寺に所在し、県が管理する第三種空港、準国際空港である。国内線では東京・札幌・那覇の3都市へ、国際線ではソウル、上海がデイリー運行、北京・大連へ定期便が就航する。もとより東京行きの便が距離的・料金的に航空機と新幹線との間で競争が激しい地区であり、また、空港内の駐車場が無料（一部は有料）であることから、同じ中国地方で第二種空港の広島空港には大きく水をあけられているものの、近年利用者が増大しており、他の地方第三種空港が経営に苦しんでいる中で高い収益を上げている。広島空港は広島県の中央に立地しているため、県西部の井笠地方は広島空港と岡山空港のほぼ中間にある。1988年（昭和63年）の岡山空港開港まで主要空港であった岡南飛行場（岡山市南区）は、現在セスナ機などの小型機の飛行場として運営されている。笠岡ふれあい空港は全国初の農道空港として開港したが、利用が振るわず旅客便が就航したことはなく、現在では定期便の運航はない。
- 岡山空港 (｢愛称→岡山桃太郎空港｣)- 岡山市北区
- 岡南飛行場（旧岡山空港） - 岡山市南区
- 笠岡ふれあい空港

#### 港湾・船舶
昭和期までは長距離航路を含む多くの旅客船が寄港していたが、新幹線、高速道路など陸上交通の整備により長距離航路は全廃され、瀬戸内海の島嶼を結ぶ短距離航路のみ存続する。宇野港は高松港へ向かう宇高連絡船が発着し、四国地方への玄関口として機能していたが、2019年（平成31年/令和元年）に宇高連絡船は廃止された。
- 宇野港 - 玉野市
  - 直島へのフェリー（四国汽船）
  - 小豆島へのフェリー（小豆島豊島フェリー）
- 岡山港 - 岡山市南区
  - 小豆島へのフェリー（両備フェリー、四国フェリー）
- 日生港 - 備前市
  - 小豆島へのフェリー（瀬戸内観光汽船）
- 笠岡港 - 笠岡市
  - 笠岡諸島（さらに笠岡諸島から香川県多度津）への航路（三洋汽船、白石フェリーなど）

### 医療・福祉
藩政時代末期の1870年（明治3年）、西洋医学を推進する目的で藩の御典医らにより岡山藩医学館が設立され、官立大学の岡山医科大学を経て後の岡山大学医学部となった。また1970年（昭和45年）には私立川崎医科大学が開校し現在は県内に2つの医学部がある。岡山大学病院、岡山東部脳神経外科、川崎医科大学付属病院、倉敷中央病院、心臓病センター榊原病院などが大規模、高度な設備を備える県内の主要病院。県内の主要医療機関は岡山市、倉敷市に偏在しており県北部、西部との医療格差が問題となっている。医師不足の深刻な笠岡市では救急患者が常態的に広島県福山市内の医療機関へ搬送されるために負担にえかねた福山市側から搬送先情報の提供拒否が行われたことがあるが、近年では2021年新型コロナウイルス感染症の拡大を受け県境の井原市や笠岡市を含む備後地域で医療が逼迫しているとして広島県の湯崎英彦知事が岡山県に患者受け入れの協力を要請するなど県境を越えた医療の連携が進んでいる。笠岡市、井原市は2024年8月に福山市民病院と「地域医療連携に関する覚書」を締結し、笠岡市立市民病院は病棟機能を急性期を中心としたものから回復期へと機能転換を図り岡山県南西部保健医療圏だけでなく、備後圏域の回復機能の一部を担う。
災害拠点病院は「岡山県災害拠点病院」を、保育所は「岡山県保育所一覧」を参照。
主要診療科の中で特に産婦人科は県内で1996年には37病院・39診療所だったものが2017年には13病院・24診療所と大きく減少しており、特に減少の深刻な県北西部では最寄りの分娩施設まで車で60分以上かかるエリアや、万一の際にいずれかの周産期母子医療センターまで60分以上かかるエリアが目立つ。県南西部においては産婦人科医の常勤する病院は高梁川以西から既に消失し、井原・笠岡地域では地域の分娩機能の中心的役割は県境を越えた広島県福山市内の医療機関が担っている。公立病院では産科セミオープンシステムが導入され妊娠検査、妊娠初期から中期（妊娠33週まで）の妊婦健診は井原市民病院、笠岡市立市民病院で行い、妊娠後期（妊娠34週以降）の妊婦健診から分娩は福山市民病院が受け持つ。

### マスメディア

#### テレビ局
岡山県では県域放送のNHKおよび電波相互乗り入れによる5つの民放テレビ局が視聴可能となっている。民放5局のうち3局は岡山県に、2局は香川県に本社を置いており、1970年代から相互乗り入れを実施している。
岡山県では2006年（平成18年）12月1日より地上デジタル放送が本格的に開始された。岡山・玉野市境の金甲山送信所を親局とし、県内に78か所の中継局が整備されている。リモコン番号はリモコンキーIDの記事の岡山県部分を参照。テレビ東京系のテレビせとうちが全国の地方都市では唯一存在しているため、独立UHF局がないことを除けば関東広域圏と同じとなっている。ただし、ケーブルテレビの契約によって、在神の独立UHF局サンテレビが視聴できる。NHKと民放在京キー局5局に属する準キー局もしくはローカル局があるのは北海道、首都圏、中京圏、関西圏、福岡県と岡山、香川の13都道府県に限られており、かなりレアである。
テレビ中継局は県内に78か所所在するが、全ての個所で全局を送信しているのではなく局によって異なっている。岡山県内ではNHK総合・Eテレ＞RSK＞OHK＞RNC＞KSB＞TSCで、最も少ないTSCは25か所の設置となっている。
| チャンネル番号 | 放送局名       | 放送系列 | 略称 | 備考 |
| --- | -------------- | -------- | ---- | --- |
| 1・2 | NHK岡山放送局  | NHK      | NHK  | |
| 6 | RSK山陽放送    | JNN      | RSK  | RSKホールディングス傘下 |
| 7 | テレビせとうち | TXN      | TSC  | 山陽新聞傘下 中継局が少ない関係で、山間部などでは受信できない地域がある（地上デジタル放送で視聴できない世帯は約14,000世帯） |
| 8 | 岡山放送       | FNN      | OHK  | |
| 次の2社は香川県高松市に本社を置くが、放送対象地域を相互補完する目的から、送信所（親局）を金甲山送信所（岡山市南区・玉野市両市境）に設置している。なおかつ事業所の拠点性が高いことから、2社ともに岡山市にも本社（事実上の支社）を置いている。 |                |          |      | |
| 4 | 西日本放送     | NNN      | RNC  | 四国新聞傘下 |
| 5 | 瀬戸内海放送   | ANN      | KSB  | |

"テレビ局舎外観"
- 日本放送協会（NHK）岡山放送局
（岡山市北区）
- RSK山陽放送（RSK）
（岡山市北区）
- 岡山放送（OHK）
（岡山市北区）
- テレビせとうち（TSC）
（岡山市北区）
- 西日本放送（RNC）岡山本社
（岡山市北区）
- 瀬戸内海放送（KSB）岡山本社
（岡山市北区）

#### ラジオ局
県域放送
- NHK岡山放送局 - AMラジオ第一放送・第二放送・NHK-FM
- RSK山陽放送（RSKラジオ、JRN・NRN系列）
- 岡山エフエム放送（FM岡山、JFN系列）

県域FM局の親局及びRSKのFM補完放送局送信所も、デジタルテレビ各局と同じく金甲山に置かれている。
コミュニティFM
- 岡山シティエフエム（岡山市・赤磐市、ミュージックバード配信）
- エフエムくらしき（倉敷市・総社市、J-WAVE、ミュージックバード配信）
- 笠岡放送（エフエムゆめウェーブ、笠岡市・里庄町・浅口市、ミュージックバード配信）
- つやまコミュニティFM（津山市）

※ インターネットにおけるサイマルラジオ放送は、コミュニティ放送のつやまコミュニティFMを皮切りに各放送局で実施している。県域民放局が実施しているradikoにはRSK山陽放送と岡山エフエム放送（FM岡山）共に参加している。

#### 新聞
岡山県では県紙で1889年（明治22年）創刊の山陽新聞を中心に購読されている。また、全国紙では各紙が大阪本社の管轄下にあり、県内に支局を設置している。読売・毎日・日経・産経の各紙は県内に印刷工場を設け、朝日新聞は香川県内の印刷工場から輸送する体制をとっている。ただいずれの全国紙も岡山県での夕刊の販売はしておらず、朝刊のみである。夕刊紙の岡山日日新聞も存在したが、2011年（平成23年）11月10日をもって廃刊した。
地方紙
- 山陽新聞
- 津山朝日新聞
- 備北民報
- 中国新聞（本社：広島市）-中国地方唯一のブロック紙

全国紙
- 読売新聞
- 朝日新聞
- 毎日新聞
- 日本経済新聞
- 産経新聞

スポーツ紙
- デイリースポーツ
- スポーツニッポン
- サンケイスポーツ
- スポーツ報知
- 日刊スポーツ
- 大阪スポーツ

### 生活インフラ

#### 電気
一般送配電事業者
- 中国電力ネットワーク（岡山県の全域、旧岡山県域の兵庫県赤穂市福浦など）

#### 都市ガス
- 岡山ガス（岡山市、倉敷市北東部、赤磐市、玉野市、総社市、都窪郡早島町の一部など）
- 水島ガス（倉敷市水島地区、玉島地区、西阿知地区）
- 津山ガス（津山市中心部など）
- 福山ガス（本社：広島県福山市。笠岡市西部など）

## 教育

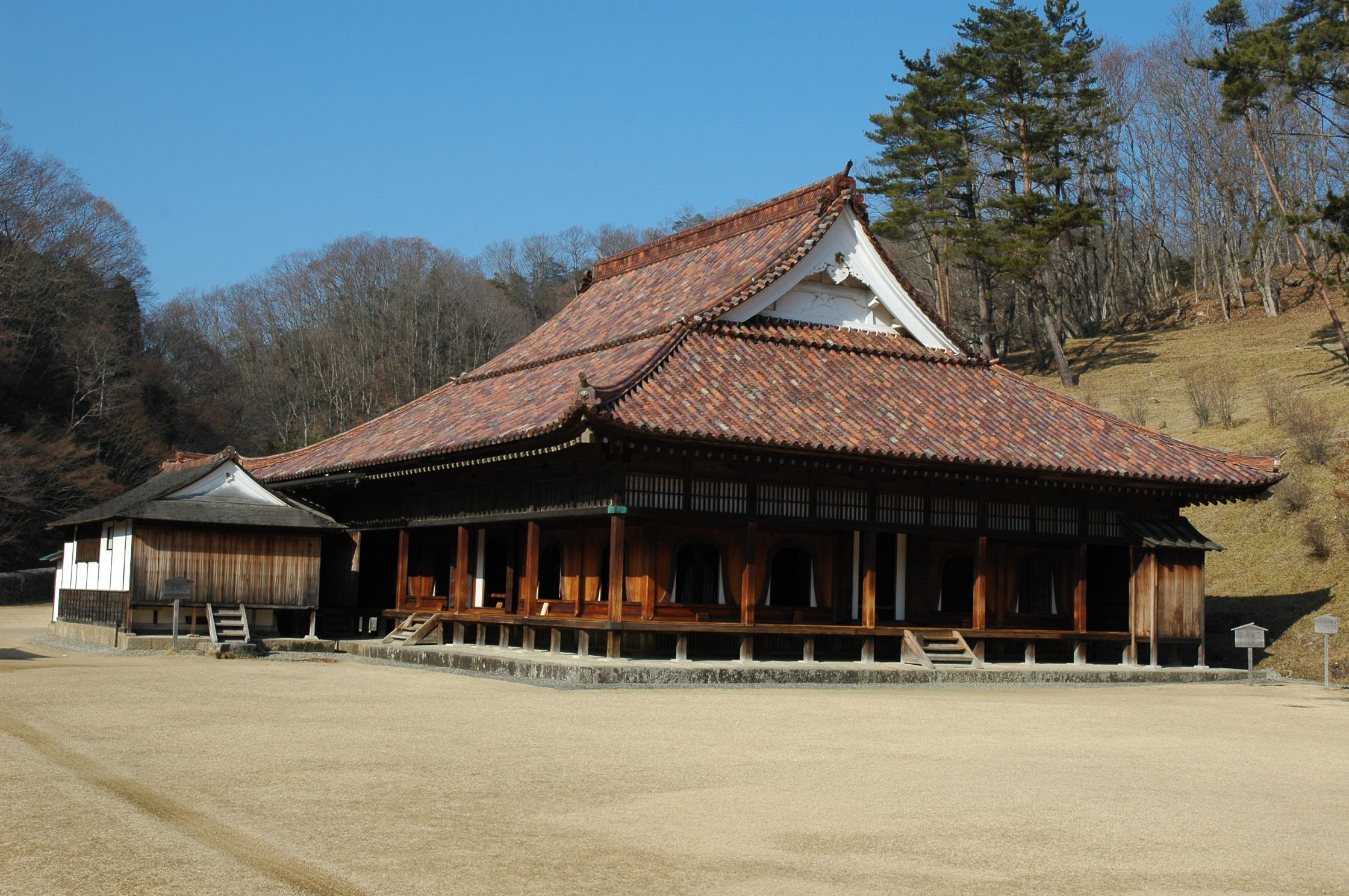
旧・閑谷学校講堂（国宝）

江戸時代に備前国を治めた岡山藩は、池田光政の代である1669年（寛文9年）に全国初の藩校である花畠教場を、続いて世界最古の庶民学校である閑谷学校を開くなど、教育の面では古くから先進的な取り組みがなされてきた。特に閑谷学校は領民だけでなく他藩の藩士にも門戸開放し、さらには藩主の転封や改易などの不測の事態でも学校を存続できるように学校領を設けて藩財政から独立させた。岡山藩が教育を重視していたことがうかがえる。また、幕府の薦める朱子学ではなく儒学（陽明学）を学ばせ、頼山陽ら著名人も来訪したことで知られている。江戸時代の岡山県内の寺子屋数は長野県、山口県に次ぐ第3位（1,031校）で、私塾数は第1位（144か所）であった。
明治時代になると1870年（明治3年）に岡山藩医学館が設置され、1900年（明治33年）には第六高等学校が、1922年（大正11年）には岡山藩医学館を継承した官立岡山医科大学が開校するなど高等教育が活発に行われ、当時の就学率は全国トップクラスであった。

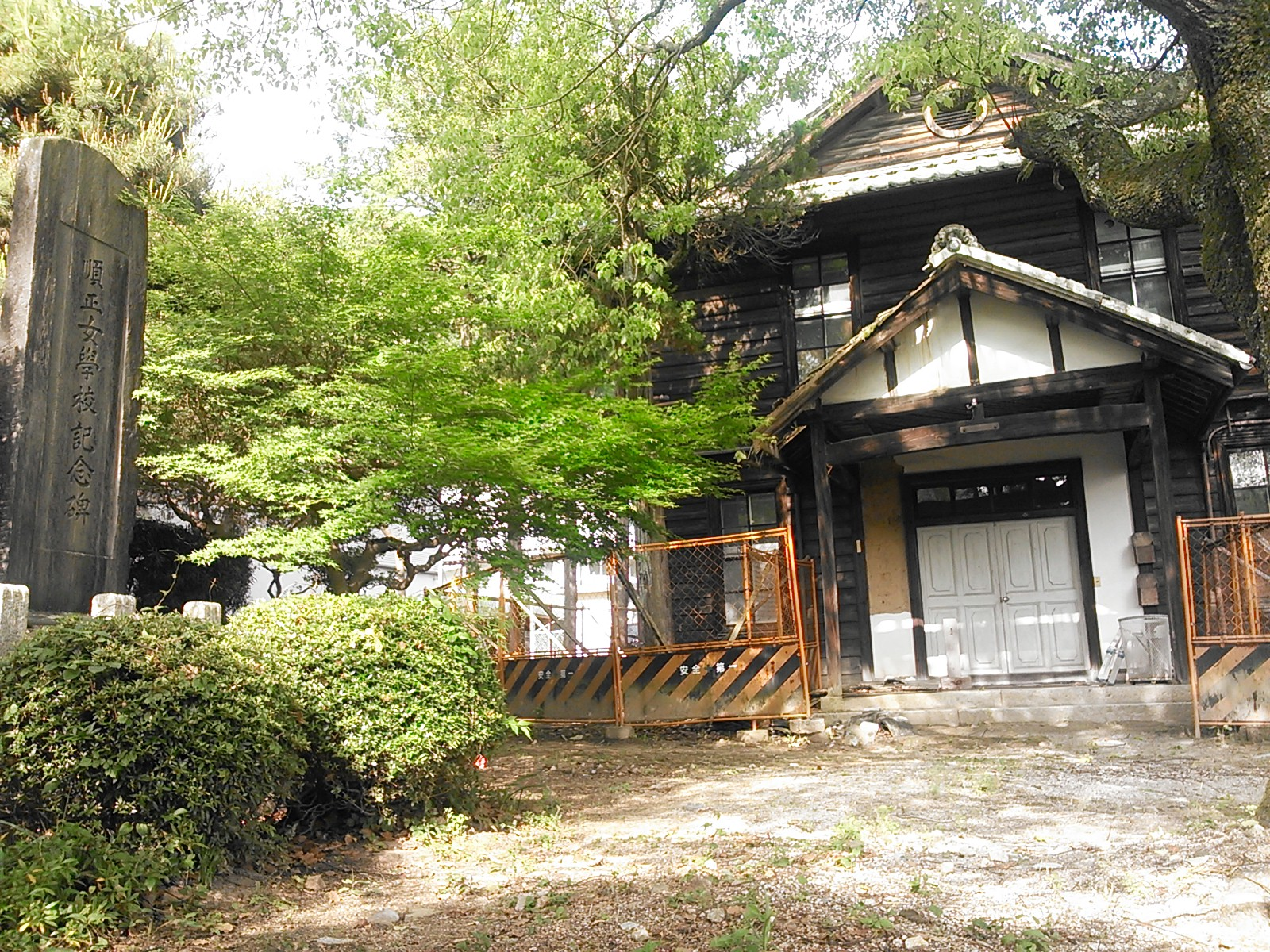
順正寮跡（順正女学校跡。県指定史跡）

ただし、女子教育については明治の初めまで、ほとんどの地域において初等教育（いわゆる市井の寺子屋や女紅場・裁縫所）以上の教育はなされなかった。上記の各学校においても中等教育以上は男子教育の場でしかなかった。そのため岡山における女子の中等教育は日本全国の他地域と同様、明治以降にキリスト教系の信徒・思想者によって、分野開拓が行われている。岡山県内において、その嚆矢となったのが1885年（明治18年）に高梁向町（現在の高梁市向町）において福西志計子が開いた順正女学校（現・岡山県立高梁高等学校）とされる。さらに、その源流として福西の幼少期の師であり私塾の牛麓舎にて、男女の別を問わず漢学を授けた山田方谷の存在を指摘する声もある。順正女学校の設立を皮切りに、翌1886年（明治19年）には岡山市内で山陽英和女学校（現在の山陽学園大学）および岡山女学校（現在のノートルダム清心女子大学）などの女学校が開校した。
大学
現在、岡山県には3つの国公立大学、15の私立大学が設置されている。2007年（平成19年）現在、人口10万人当たりの大学・短大設置数は全国第6位となっている。
2006年（平成18年）度からは、岡山県と岡山経済同友会を中心に、県内15の4年制大学が参加する大学コンソーシアム岡山が開始され、産・学・官の連携による地域社会の活性化や時代に合った高等教育の創造を目指している。
国立
- 岡山大学

公立
- 岡山県立大学
- 新見公立大学

私立
- 岡山商科大学
- 岡山理科大学
- 岡山学院大学
- 川崎医科大学
- 川崎医療福祉大学
- 吉備国際大学
- 倉敷芸術科学大学
- くらしき作陽大学
- 山陽学園大学
- 就実大学
- 中国学園大学
- ノートルダム清心女子大学
- 美作大学
- 環太平洋大学
- 岡山医療専門職大学

短期大学
公立
- 倉敷市立短期大学

私立
- 山陽学園短期大学
- 就実短期大学
- 中国短期大学
- 川崎医療短期大学
- 岡山短期大学
- 美作大学短期大学部
- 作陽短期大学

通信制大学
私立
- 放送大学 岡山学習センター

高等専門学校
国立
- 津山工業高等専門学校

専修学校
- 岡山県専修学校一覧

特別支援学校
- 岡山県特別支援学校一覧

高等学校
- 岡山県高等学校一覧

中学校
- 岡山県中学校一覧

小学校
- 岡山県小学校一覧

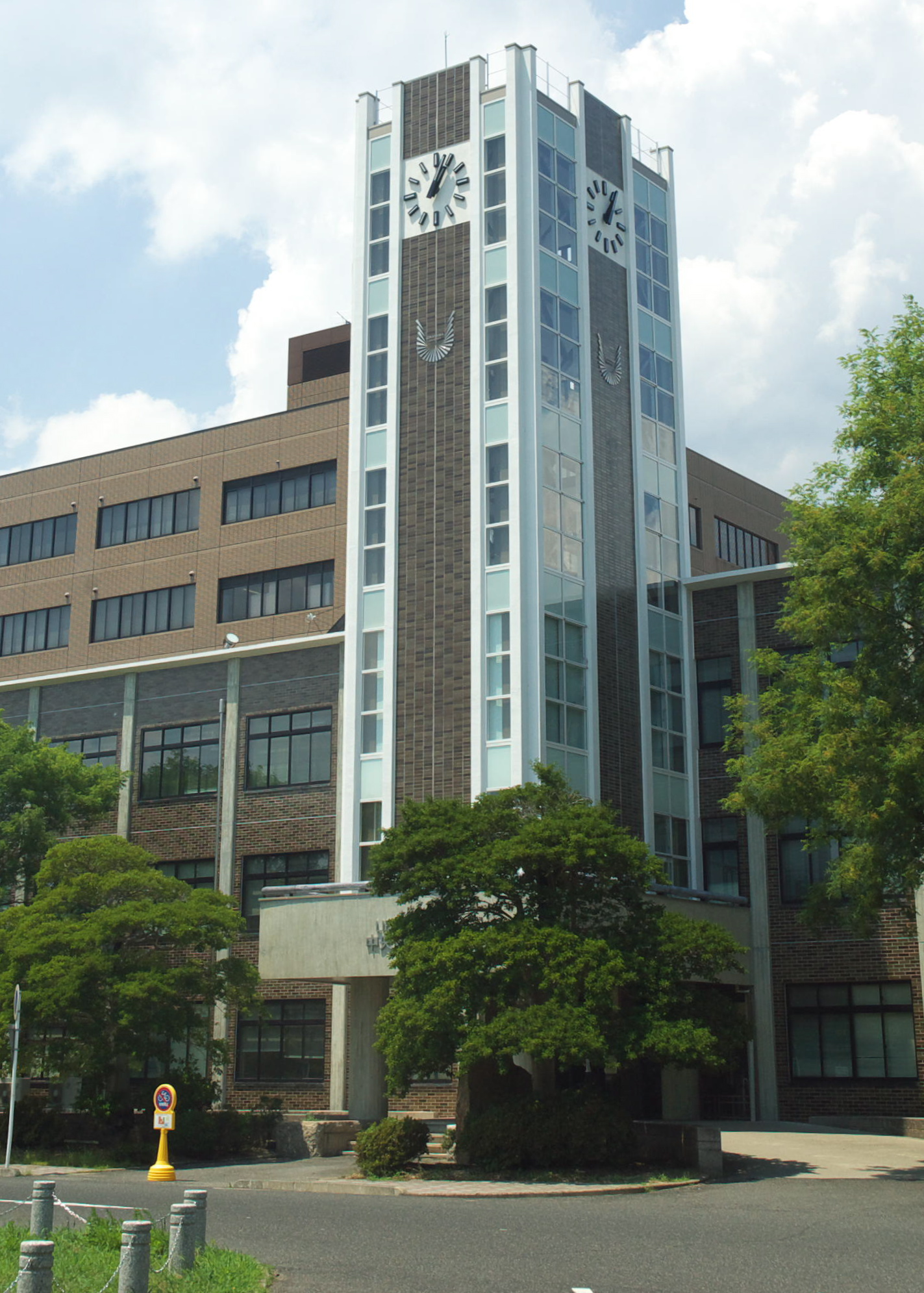
岡山大学

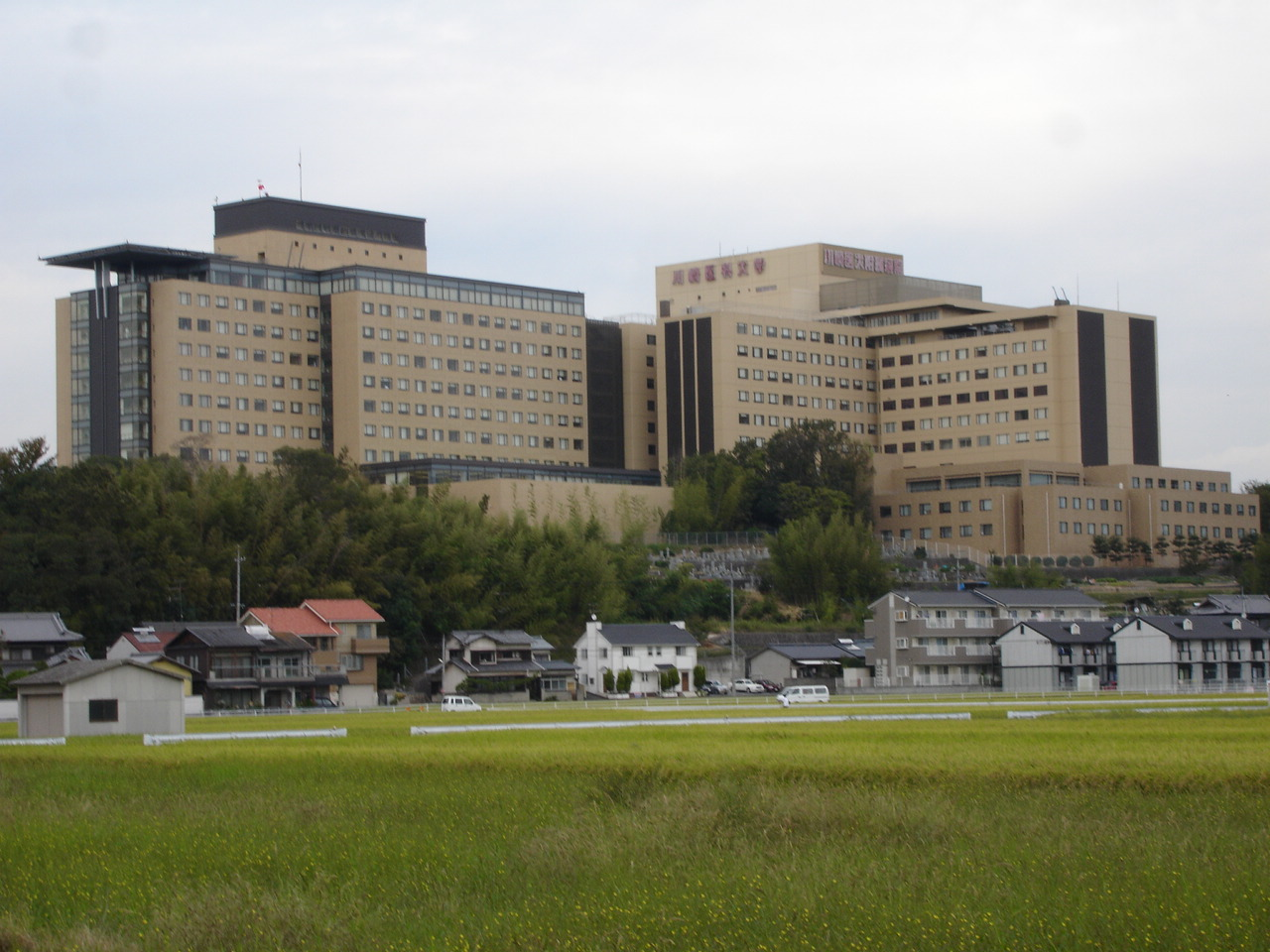
川崎医科大学

島嶼を多く抱える岡山県では公営の通学船（スクールボート）の運航が見られる。
幼稚園
- 岡山県幼稚園一覧

越境通学
- 広島県福山市立野々浜小学校：笠岡市茂平地区。「福山市と笠岡市との間の事務の委託に関する規約」により居住する児童の小学校教育事務の管理及び執行を広島県福山市に委託している。該当児童は徒歩で県境を越え福山市立野々浜小学校に通学する。茂平地区、野々浜小学校はいずれも県境に接し距離が近く住宅地域は県境を越え連続している。通学距離の短縮および児童の安全管理上の措置である。[52]
- 兵庫県立佐用高等学校：美作市大原地区及び東粟倉地区、英田郡西粟倉村を学区に含む[53]。2006年（平成18年）に岡山県立大原高等学校が閉校して以降、最寄り高校までの通学時間が増大しており生徒の負担軽減のため2019年度より岡山県側の生徒の受け入れが始まった。
- 鳥取県立智頭農林高等学校：津山市阿波及び加茂町、美作市大原地区及び東粟倉地区、英田郡西粟倉村[54]
- 鳥取県立日野高等学校：真庭郡新庄村、新見市千屋花見、千屋井原、千屋実及び千屋[54]
- 広島県立東城高等学校：新見市哲西町及び哲多町・高梁市備中町に居住し、当校以外の公立高等学校に出願しない旨の中学校長意見書を所持する者の受験を認めている。

## 文化・スポーツ

### 概略
岡山市を中心とする備前地域（旧備前岡山藩）は池田光政の儒教尊重が家風となり、近代以後も教育熱心な地域と言われる。古今和歌集において「真金吹く 吉備の中山 帯にせる 細谷川の音のさやけさ」と謳われ、吉備を表す枕詞が「真金吹く」であるように、古くから岡山（旧国名は吉備）は古代吉備から連綿と受け継いできた優れた鉄製技術を持っていた。そのため平安時代の古備前派に端を発し、福岡千軒（現在の瀬戸内市長船町）では福岡一文字や備前長船、そして吉岡一文字、国宗派、また備中国の青江貞次らの青江派などといった有力な刀匠の一派が数々生まれて栄えた。さらに、備前・美濃・相模・山城・大和の5か国の作刀方式を「五箇伝」と呼び、その五箇伝のうち備前伝と美濃伝の刀が傑出して大量に生産されるに至った。また質の面では備前刀があらゆる流派の中でもっとも多く、国宝に指定されている。現在でも備前では刀匠によって刀が生産されている。
一方で陶器の備前焼は日本六古窯のひとつであり、古墳時代の須恵器から発展したもので釉薬をまったくつけずに焼かれる。また何も塗られることもない素朴さと力強さ、炎と火の粉、薪の灰から生じる窯変の味わい、そのわびさびを体現した風貌から千利休や古田織部などといった茶人に愛された。1250度の高温で約2週間焼き締めるため「投げても割れない」と言われ、茶人や公家、武家以外の一般庶民にも広く流通した。鎌倉時代初期までの作品は「古備前」と呼ばれ特に珍重される。金重陶陽といった人間国宝などの活躍もあり、また戦後にも再び脚光を浴びて一躍全国的に有名となった。
津山市を中心とする美作地域では、江戸後期から幕末にかけて宇田川家、箕作家などの洋学の人材を輩出した。

### 方言
主に東京式アクセントの岡山弁が用いられる。県内の方言は旧国ごとに「備前弁」・「備中弁」・「美作弁（作州弁・津山弁）」の3種に分類されることもあるが、互いに対立して分布しているという事象は、必ずしも多いとは言えない。笠岡市・井原市などは旧備中国であるが備後福山藩領であったなど歴史的な背景から広島県側と共通の方言（福山弁・備後弁）が用いられる。このため県内では井笠地域のみに広島県からの連続分布により独自の事象分布が認められ、倉敷市などの備中弁とは語彙など多くの差異がある。笠岡市の真鍋島などでは特有のアクセントが用いられる。

### 食文化
郷土料理
古代以来の農業の盛んな地域で、農産物・水産物は豊富である。主要なものは以下の通り。
- ばらずし（駅弁では、まつり寿司として）
- ままかり料理
- サワラ料理
- 備中手延べ麺
- 鮒飯
- 鯖寿司

など
ご当地B級グルメ
- 日生カキオコ（牡蠣入りお好み焼き）
- ホルモン焼きうどん
- ひるぜん焼そば
- 倉敷バーガー
- ドミグラスソースカツ丼（デミカツ丼）
- えびめし
- おかやま中華そば（岡山市内でのラーメンの名称）
- トンカツラーメン
- 笠岡ラーメン
- ぶっかけうどん

など
郷土菓子
- 吉備団子
- 大手まんぢゅう
- 藤戸まんじゅう
- むらすずめ
- 落合羊羹
- ゆべし（高梁市）
- ゆべし（矢掛町）

など

### 伝統工芸
経済産業大臣指定伝統的工芸品
- 備前焼（陶磁器、1982年（昭和57年））
- 勝山竹細工（竹工品、1979年（昭和54年））

伝統工芸品

### スポーツ
岡山県は、プロ野球とJリーグの球団の両方が本拠を構えている兵庫県と広島県に挟まれ、地元に拠点を置くスポーツに対する関心が低い。総務省が発表した平成23年社会生活基本調査47都道府県「生スポーツ観戦が盛ん！?ランキング」では、生でスポーツ観戦をした人の割合が広島県が全国1位（兵庫県8位）に対して全国中位の26位。1995年（平成7年）には倉敷市を本拠としていた川崎製鉄サッカー部（現・ヴィッセル神戸）がJリーグ誘致を目指していた神戸市に本拠を移すなど、長年にわたって本県に本拠を置くプロスポーツチームができず、「プロスポーツ不毛の地」と揶揄されることもあった。しかし、2001年（平成13年）11月に女子バレーボール・Vリーグに所属するシーガルズが岡山市に本拠を移転。美作町（現・美作市）に女子サッカークラブ・岡山湯郷Belleが設立された。その後、2005年（平成17年）には晴れの国おかやま国体が開催され、県全体でスポーツに対する関心が高まった。国体開催の機運に乗じてJリーグを目指すサッカークラブとしてファジアーノ岡山FCが設立され、好成績を収め続けたファジアーノは岡山県リーグから中国リーグ、JFLと次々と昇格し、2025年（令和7年）シーズンからはJ1に昇格した。また2017年には県西部の井笠地方をホームタウンとする福山シティFCが結成された。こうした市民クラブに対するスポンサーやボランティアなどの支援の輪が広がっており、プロスポーツが県民にとって身近な存在になりつつある。
その他、女子マラソンに関しては岡山市に本店がある天満屋の女子陸上競技部から2000年（平成12年）シドニーオリンピックに山口衛里が、2004年（平成16年）アテネオリンピックに坂本直子、さらに2008年（平成20年）の北京オリンピックでも中村友梨香が出場している。さらに、1992年（平成4年）のバルセロナオリンピック、1996年（平成8年）のアトランタオリンピックの2大会でメダルを獲得した有森裕子は岡山県出身であり、オリンピックに5大会連続で岡山県の関係者が出場している。
高校野球においては1965年（昭和40年）の選抜高等学校野球大会で優勝し、平松政次や八木裕らを輩出した岡山東商業高校、星野仙一らを輩出した倉敷商業高校や倉敷工業高校をはじめとした古豪がある。また、1999年（平成11年）の全国高等学校野球選手権大会で準優勝した岡山理科大学附属高校、関西高校などの私立校が台頭している。近年では、2011年のセンバツに春夏通じて甲子園史上初となる創部1年目の出場を果たした創志学園高校や、甲子園3回の出場を果たしている岡山学芸館高校、2017年夏に甲子園初出場を果たし、2023年夏には甲子園で8強入りを果たしたおかやま山陽高校なども甲子園に進出している。
岡山県内に本拠を置く主なスポーツチーム
- ファジアーノ岡山FC（Jリーグ）
- 岡山湯郷Belle（日本女子サッカーリーグ）
- FC吉備国際大学Charme（日本女子サッカーリーグ）
- 岡山シーガルズ（バレーボール・Vプレミアリーグ）
- セリオスタンディングベアーズ（アメリカンフットボール・Xリーグ）
- 天満屋女子陸上競技部
- シティライト岡山硬式野球部（社会人野球）
- 三菱自動車倉敷オーシャンズ（社会人野球）
- 岡山リベッツ（卓球・Tリーグ）
- トライフープ岡山（B3リーグ）
- 福山シティFC（本社は広島県福山市。井原市・笠岡市をホームタウンとする）

## 観光

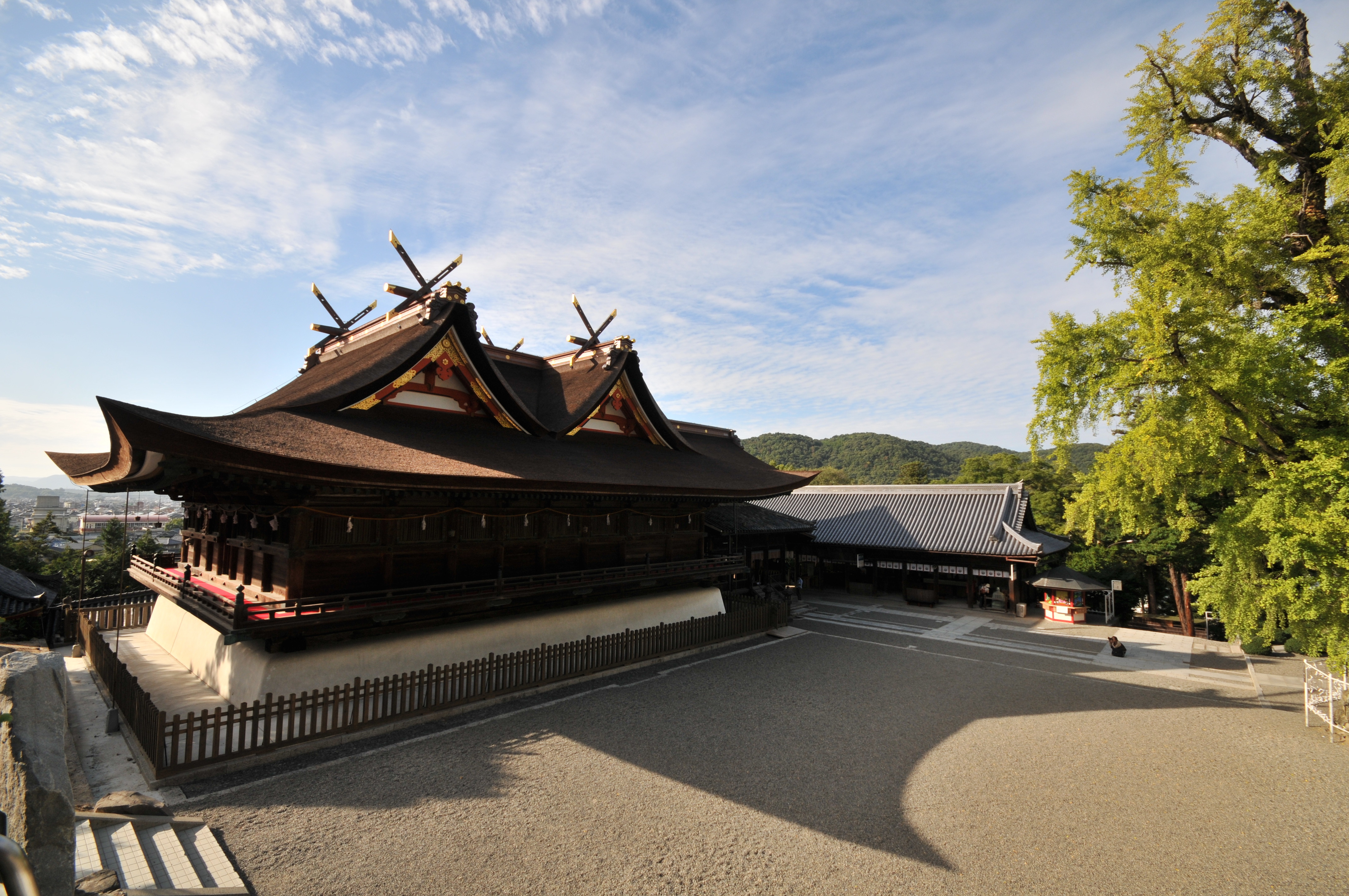
吉備津神社本殿（国宝）

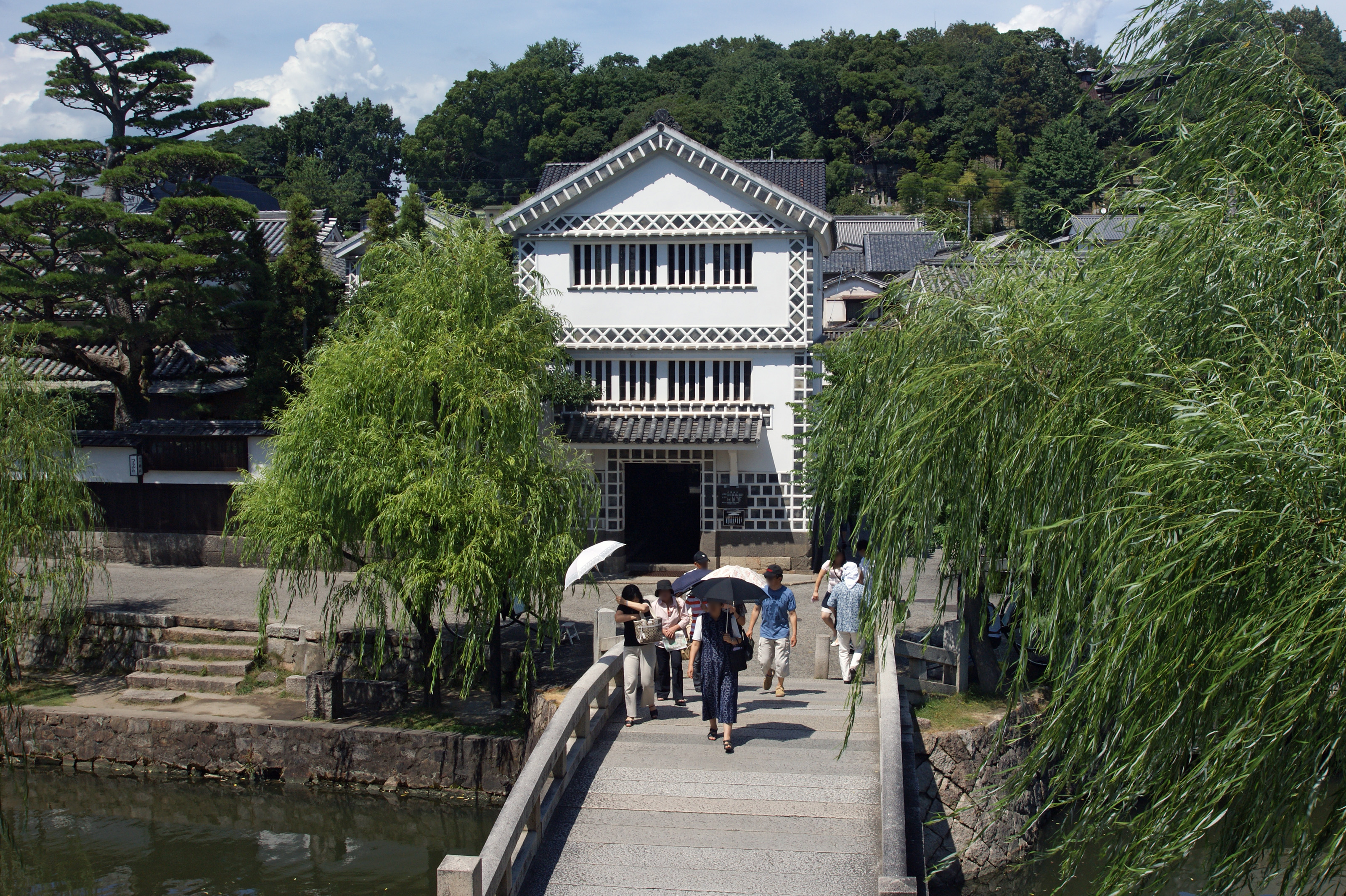
倉敷美観地区

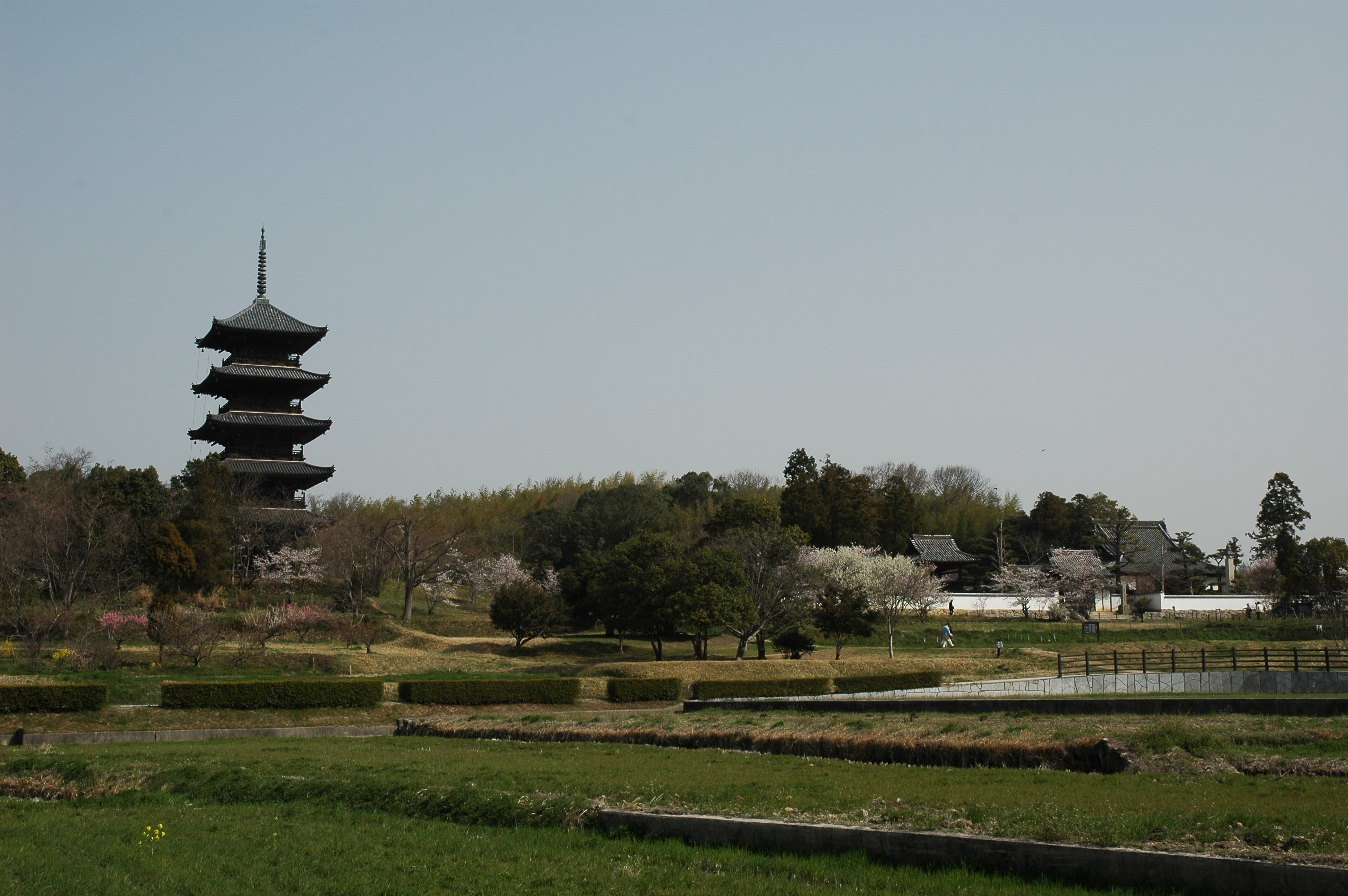
備中国分寺

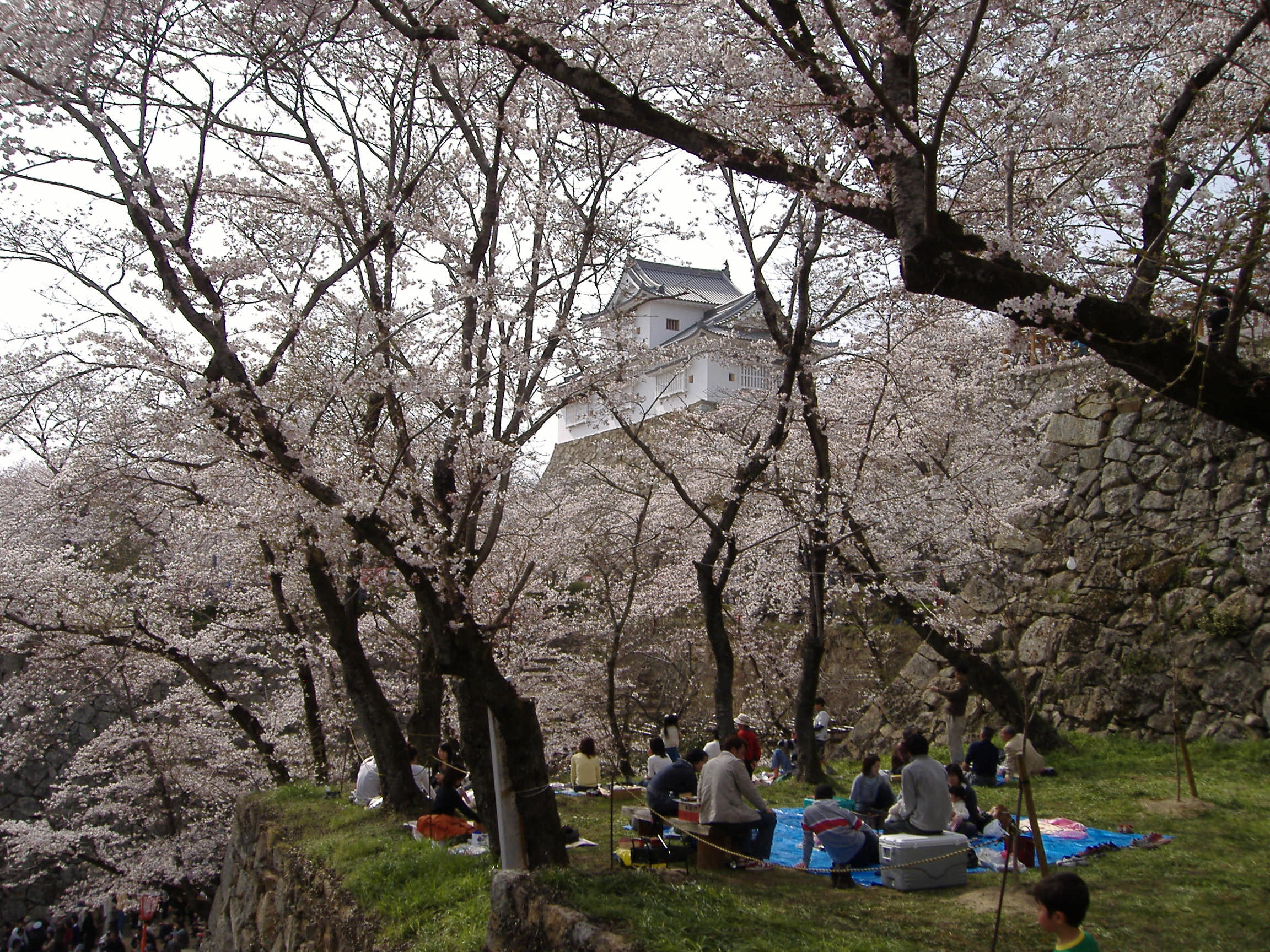
津山城跡（鶴山公園）

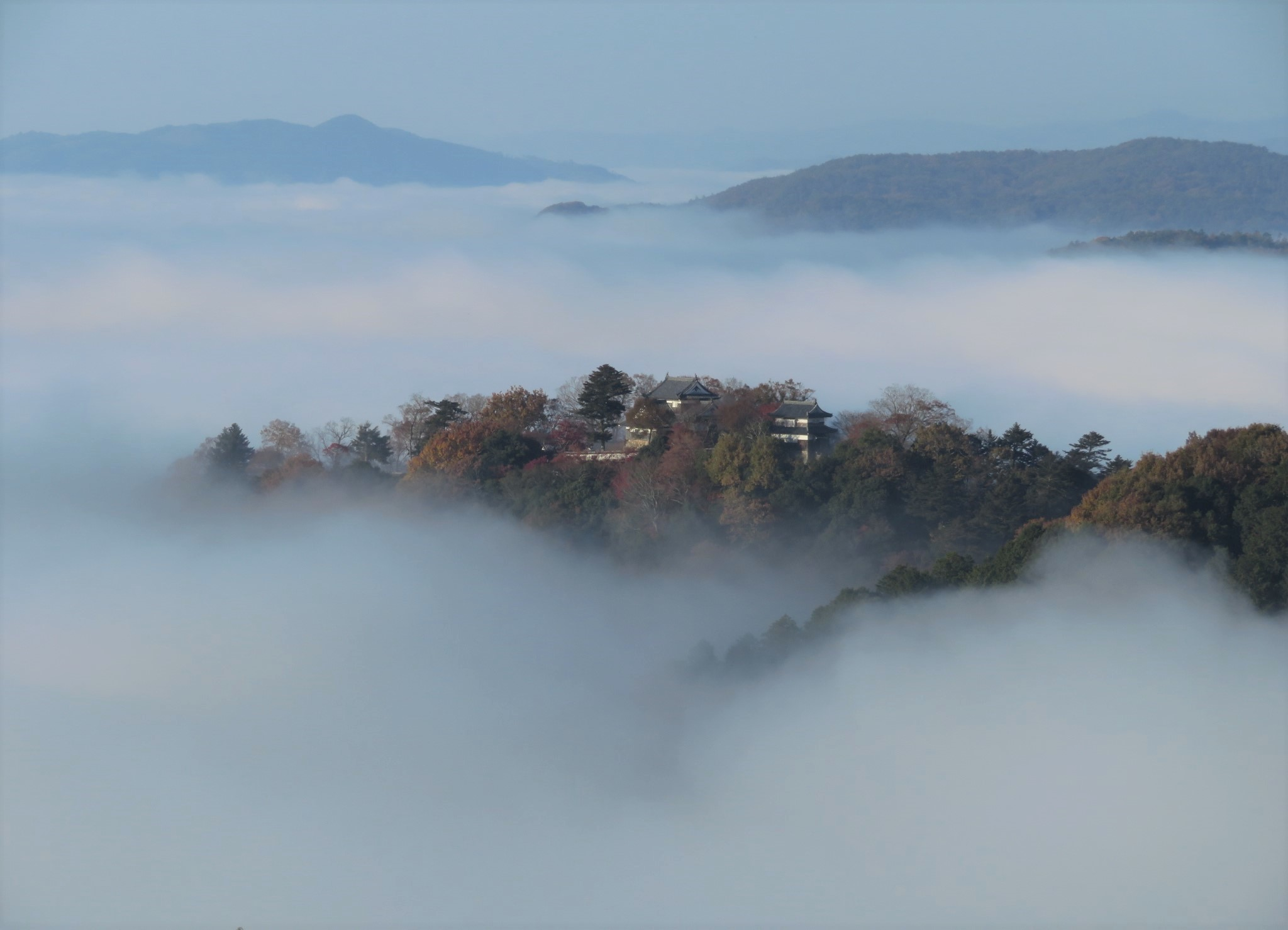
備中松山城

### 有形文化財建造物
国宝
- 吉備津神社（岡山市北区）- 本殿および拝殿
- 旧閑谷学校 （備前市）- 講堂

重要伝統的建造物群保存地区
- 吹屋（高梁市）
- 倉敷川畔（倉敷美観地区）（倉敷市）
- 城東（津山市）
- 城西（津山市）
- 矢掛宿（矢掛町）

### 史跡・旧跡
- 後楽園（岡山市北区）
- 岡山城（岡山市北区）
- 備中高松城跡（岡山市北区）
- 最上稲荷（岡山市北区）
- 曹源寺（岡山市中区）
- 西大寺観音院（岡山市東区）
- 倉敷美観地区（倉敷川畔）（倉敷市）
  - 大原美術館
  - 倉敷民藝館
  - 倉敷考古館
  - 井上家住宅
  - 大橋家住宅
  - 旧大原家住宅
  - 倉敷アイビースクエア
- 藤戸寺（倉敷市）
- 鴻八幡宮（倉敷市）- 岡山三大だんじり祭りとして有名。
- 吉備路
  - 吉備津神社（岡山市北区）
  - 吉備津彦神社（岡山市北区）
  - 造山古墳（岡山市北区）
  - 作山古墳（総社市）
  - 備中国分寺（総社市）
- 津山城跡（鶴山公園）（津山市）
- 衆楽園（津山市）
- 鬼ノ城（総社市）
- 宝福寺（総社市）
- 神明神社（総社市）
- 備中松山城（高梁市）
- 岩山神社（新見市）
- 本蓮寺（瀬戸内市）
- 熊山遺跡（赤磐市）
- 両宮山古墳（赤磐市）
- 矢掛本陣（矢掛町）
- 誕生寺（久米南町）
- 和気神社（和気町）
- 亀石神社（岡山市東区） - 神武天皇東征時に、水先案内を行った珍彦が乗る大亀を祀る。

### その他の名所

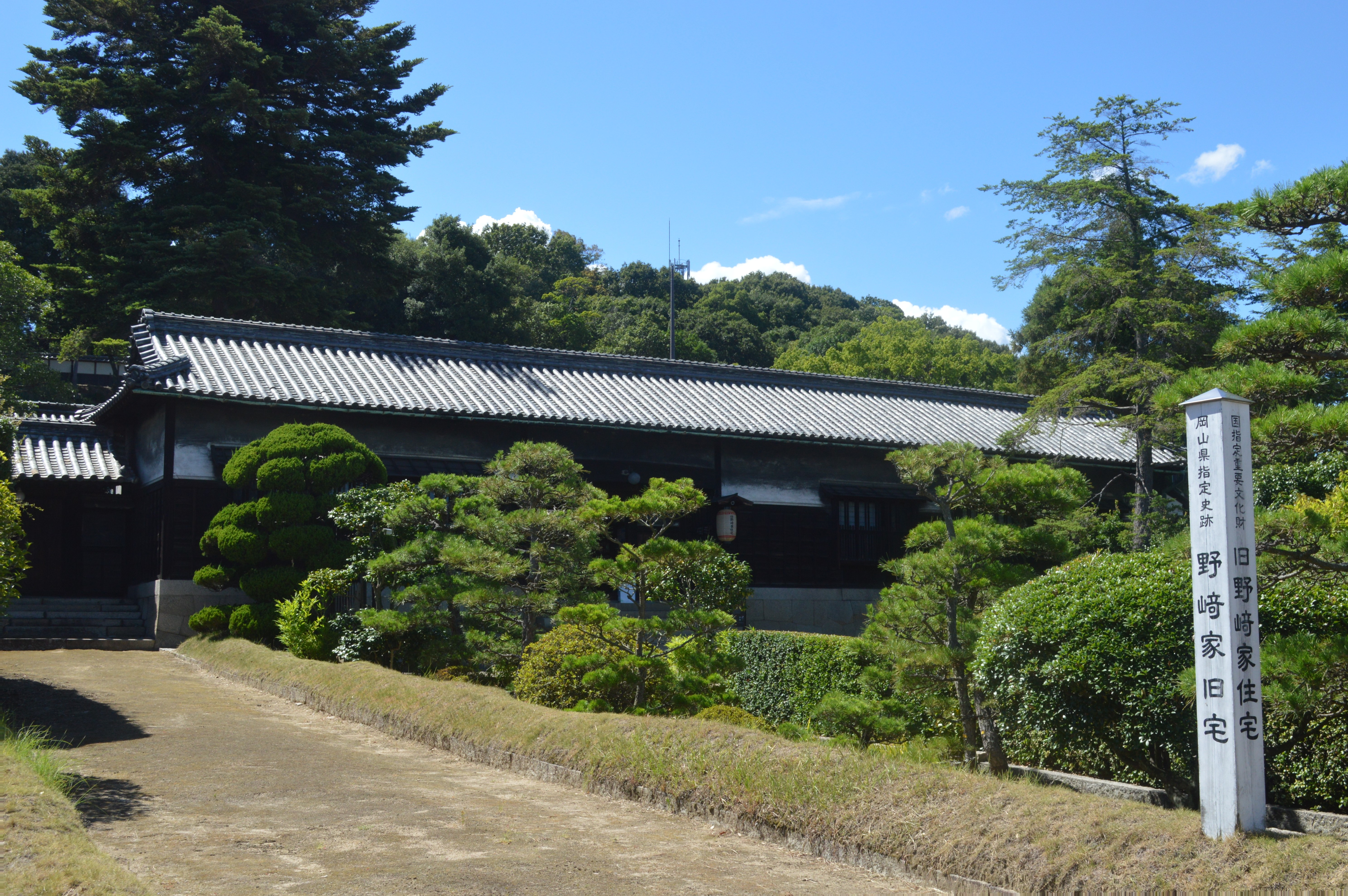
野崎家旧宅

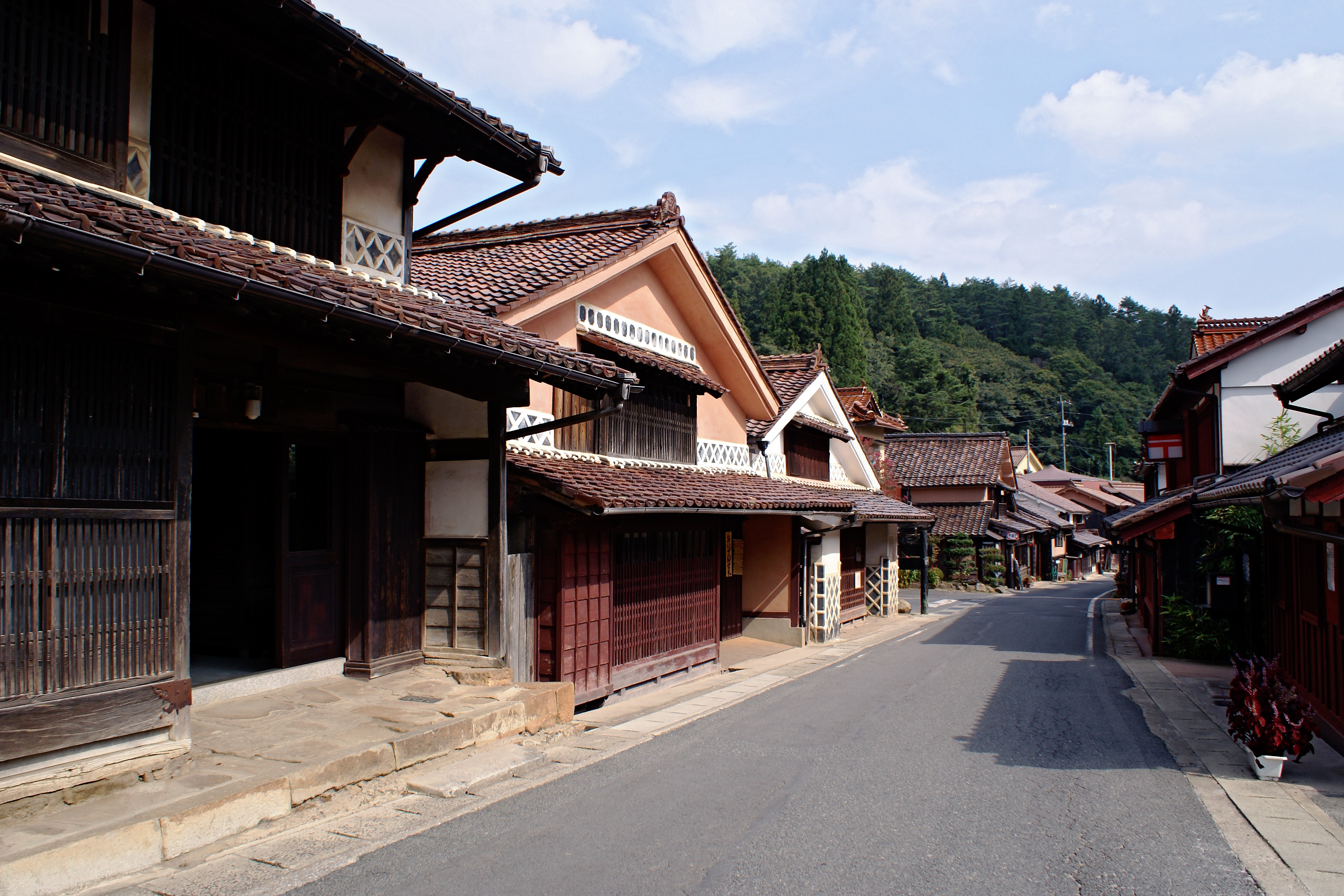
吹屋ふるさと村

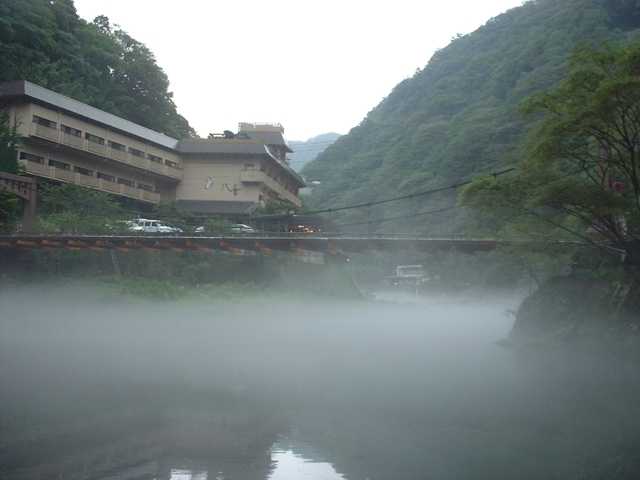
湯原温泉

- 足守町並み保存地区（岡山市北区）
  - 旧足守藩侍屋敷
  - 近水園
- 犬島（岡山市東区）
- 野崎家旧宅（倉敷市）
- 鷲羽山（倉敷市）
- 下津井町並み保存地区（倉敷市）
- 玉島町並み保存地区（倉敷市）
- 城東町並み保存地区（津山市）
- 瀬戸内温泉 たまの湯（玉野市）
- みやま公園（玉野市）
- 渋川海水浴場（玉野市）
- 豪渓（総社市）
- 井倉洞（新見市）
- 閑谷学校（備前市）
- 牛窓（瀬戸内市）
- 竹久夢二生家（瀬戸内市）
- 吹屋ふるさと村（高梁市）
- 勝山町並み保存地区（真庭市）
- 蒜山高原（真庭市）
- 旧遷喬尋常小学校校舎（真庭市）
- 美作三湯
  - 湯原温泉（真庭市）
  - 湯郷温泉（美作市）
  - 奥津温泉（鏡野町）
- 大原宿（古町町並み保存地区）（美作市）
- 奥津渓（鏡野町）
- 宇甘渓（吉備中央町）

### 公園・テーマパークなど
- 池田動物園（岡山市北区）
- RSKバラ園（岡山市北区）
- 岡山市半田山植物園（岡山市北区）
- たけべの森公園（岡山市北区）
- やはたの里（岡山市北区）
- 石原果樹園（岡山市東区）
- おかやまファーマーズマーケットサウスビレッジ（岡山市南区）
- 鷲羽山ハイランド（倉敷市）
- 酒津公園（倉敷市）
- おもちゃ王国（玉野市）
- 渋川動物公園（玉野市）
- おかやまフォレストパークドイツの森（赤磐市）
- ヒルゼン高原センター（真庭市）
- おかやまファーマーズマーケットノースビレッジ（勝央町）
- まきばの館（美咲町）
- 牛窓オリーブ園（瀬戸内市）
- 藤公園（和気町）
- 蒜山ジョイフルパーク（真庭市）

### 祭事・イベント
国の重要無形民俗文化財
- 白石踊（笠岡市）
- 備中神楽（井原市・総社市・高梁市・新見市）
- 大宮踊（真庭市）

県指定重要無形民俗文化財
- 吉備津彦神社御田植祭（岡山市北区）
- 西大寺会陽（岡山市東区）
- 鴻八幡宮祭りばやし（倉敷市）
- 松山踊り（高梁市）
- 唐子踊（瀬戸内市）
- 横仙歌舞伎（奈義町）
- 誕生寺二十五菩薩練供養（久米南町）
- 二上山護法祭（美咲町）
- 加茂大祭（吉備中央町）

祭事・イベント
- 岡山さくらカーニバル（岡山市北区・中区）
- おかやま桃太郎まつり・うらじゃ（岡山市北区）
- 岡山国際音楽祭（岡山市）
- 倉敷天領夏祭り（倉敷市）
- 津山さくらまつり（津山市）
- 津山納涼ごんごまつり（津山市）
- 津山まつり（津山市）
- 御神輿武器行列（土下座まつり）（新見市）
- 新見ふるさとまつり（新見市）
- 久世祭り（真庭市）
- 勝山喧嘩だんじり（真庭市）
- 鴻八幡宮例大祭（倉敷市）
- 牛窓秋祭り（瀬戸内市）
- 岩山神社大祭（新見市）
- 清麻呂の里藤まつり（和気町）

### 文化施設
博物館・美術館
- 岡山県立博物館
- 岡山県立美術館
- 岡山市立オリエント美術館
- 林原美術館

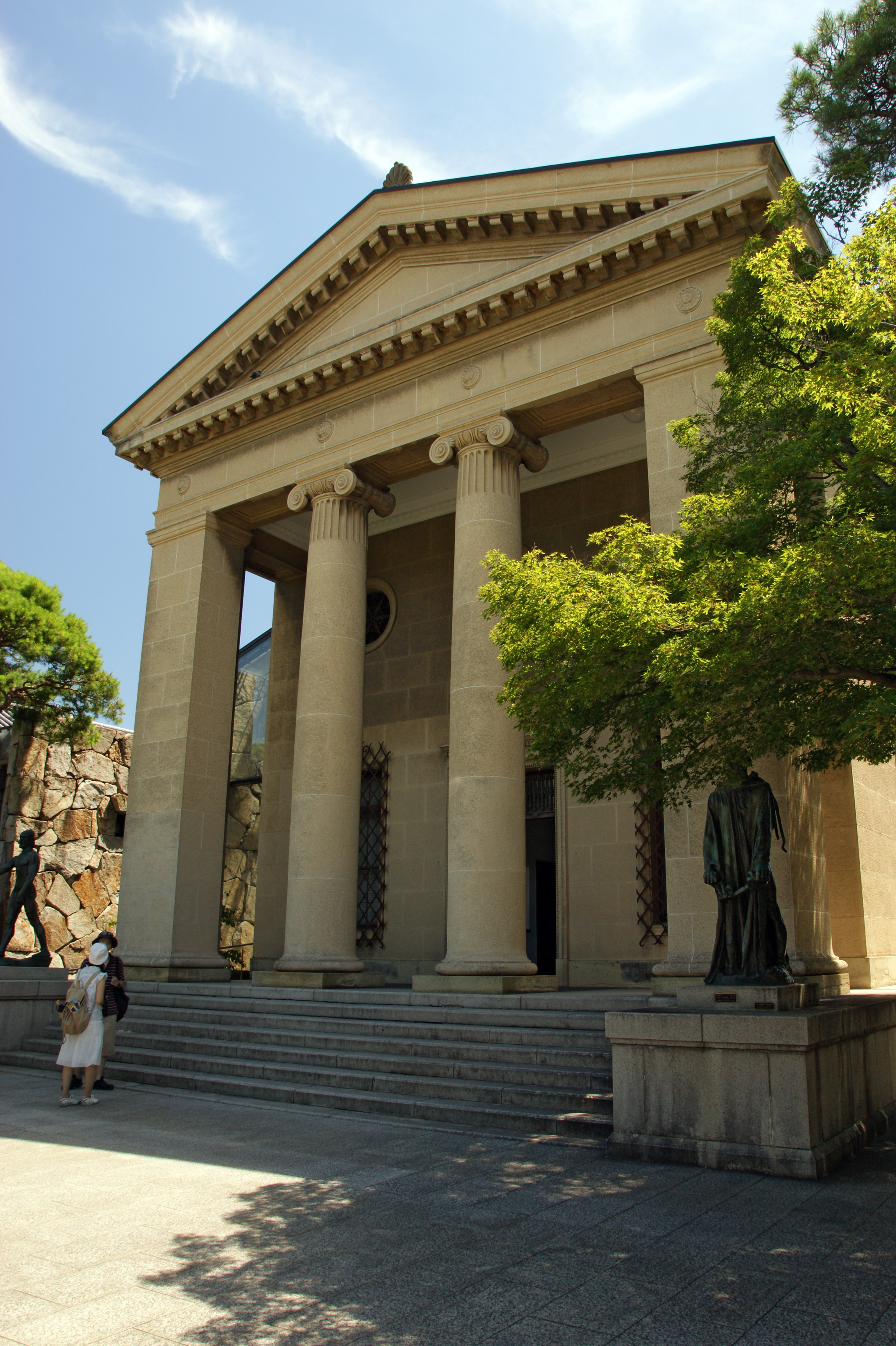
大原美術館

- 岡山市デジタルミュージアム（以上岡山市北区）
- 夢二郷土美術館（岡山市中区）
- 大原美術館
- 倉敷民藝館
- 倉敷考古館
- 倉敷市立美術館（以上倉敷市）
- 津山郷土博物館（津山市）
- 玉野市立玉野海洋博物館（玉野市）
- 笠岡市立カブトガニ博物館
- 笠岡市立竹喬美術館
- ワコーミュージアム（以上笠岡市）
- 美星天文台
- 井原市立平櫛田中美術館（以上井原市）
- 高梁市成羽美術館
- 吉備川上ふれあい漫画美術館（以上高梁市）
- 岡山県備前陶芸美術館
- BIZEN中南米美術館（以上備前市）
- 備前長船刀剣博物館（瀬戸内市）
- 岡山天文博物館（浅口市）
- 奈義町現代美術館（奈義町）
- 津山まなびの鉄道館（津山市）

コンベンション・コンサート
- 岡山シンフォニーホール
- 岡山市民会館

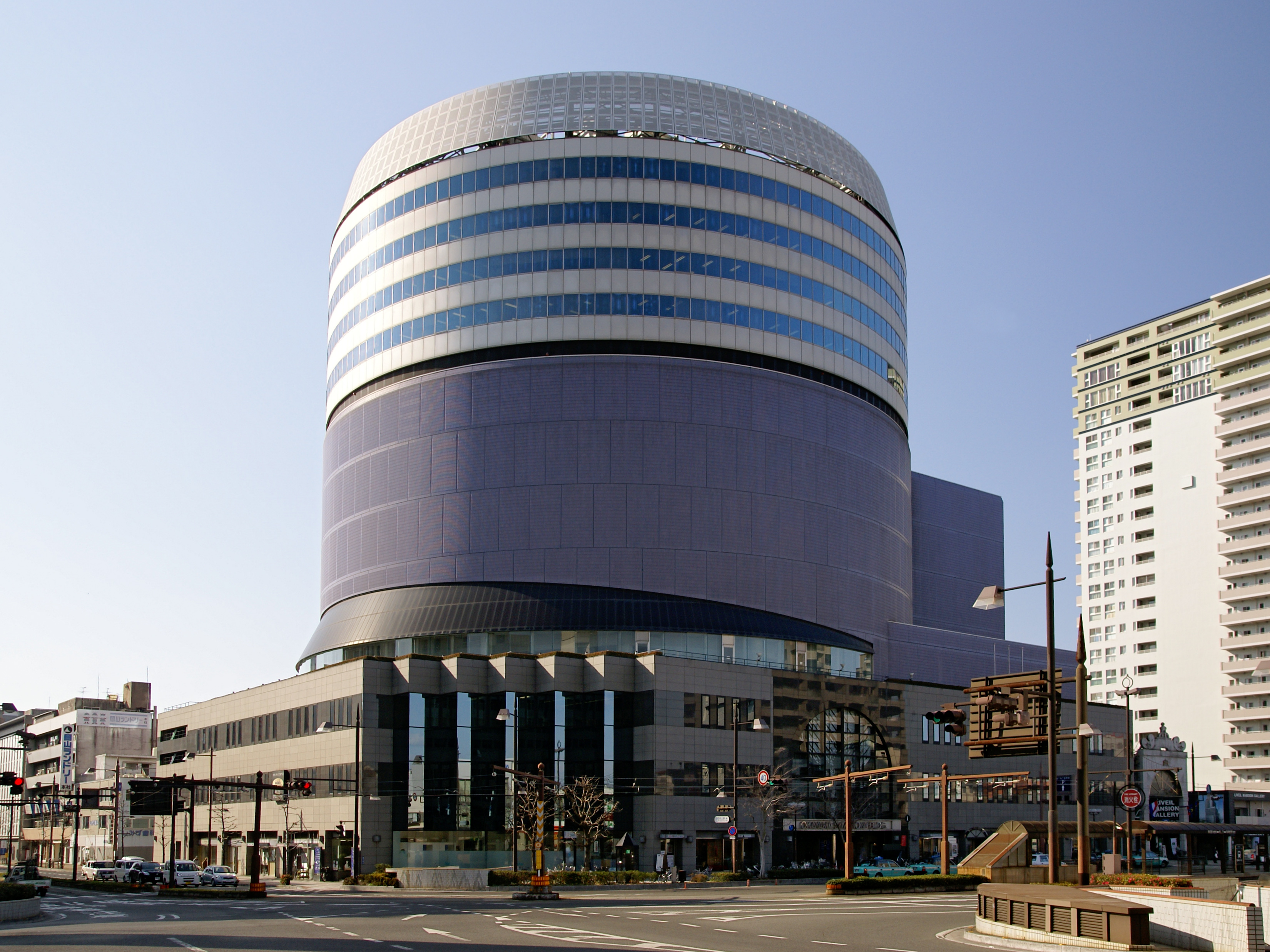
岡山シンフォニーホール

- 岡山コンベンションセンター（ママカリフォーラム）
- 三木記念ホール（以上岡山市北区）
- 岡山市立市民文化ホール（岡山市中区）
- 西大寺市民会館（岡山市東区）
- コンベックス岡山（岡山市南区・早島町）
- 倉敷市民会館
- 倉敷市芸文館（以上倉敷市）
- ベルフォーレ津山（津山市）
- 高梁総合文化会館（高梁市）
- エスパスホール（真庭市）

スポーツ施設
- 岡山県総合グラウンド（岡山市北区）
  - 岡山県野球場
  - 岡山武道館

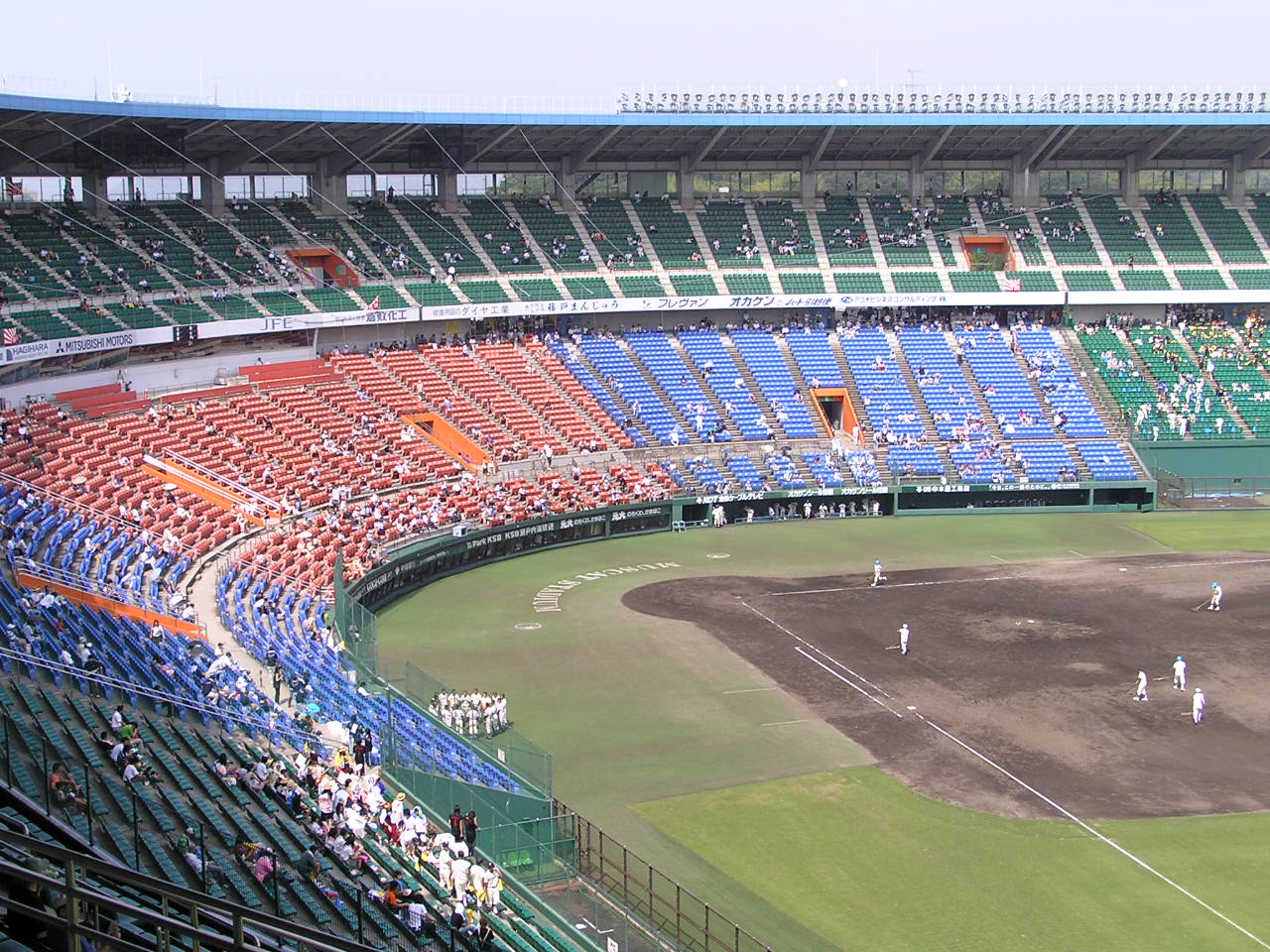
倉敷マスカットスタジアム

  - 岡山県総合グラウンド陸上競技場（JFE晴れの国スタジアム）
  - 岡山県総合グラウンド体育館（桃太郎アリーナ）
- 岡山ドーム（岡山市北区）
- 岡山市総合文化体育館（岡山市南区）
- 岡山県倉敷スポーツ公園野球場（倉敷マスカットスタジアム）
- 倉敷市営球場
- ヘルスピア倉敷
- 児島競艇場（以上倉敷市）
- 津山スポーツセンター（津山市）
  - 岡山県津山陸上競技場
  - 津山スポーツセンター野球場
- 岡山県津山総合体育館（津山市）
- 玉野競輪場（玉野市）
- きびじアリーナ（総社市）

## 対外関係
- 中国江西省

1992年（平成4年）6月1日友好交流協定締結
- オーストラリア南オーストラリア州

1993年（平成5年）5月7日友好交流協定締結
- インドマハーラーシュトラ州プネー市

2006年（平成18年）1月19日友好交流協定締結
- インドマハーラーシュトラ州ピンプリ・チンチワッド市

2006年（平成18年）1月20日友好交流協定締結
- 韓国慶尚南道

2009年（平成21年）10月17日友好交流協定締結

## 人物

### 岡山県名誉県民
岡山県名誉県民の称号は、1981年（昭和56年）3月25日に制定された岡山県名誉県民条例（岡山県条例第24号）に基づき、「岡山県の発展に功績があり、県民の誇りとしてひとしく敬愛を受ける者」へ贈られる（条例第1条）。対象者は「本県に居住し、又は居住していた者で、社会福祉の向上、経済の発展又は学術文化の振興に卓絶した功績があり、もつて県民福祉の増進に貢献し、又は本県の名声を著しく高め、県民が郷土の誇りとしてひとしく敬愛するもの」であり（条例第2条）、岡山県知事が岡山県議会の同意を得て選定することが定められる（条例第2条第2項）。名誉県民に選定された者には、顕彰状や徽章、記念品も併せて贈られるほか（条例第3条）、知事が定める礼遇や特典を受けられる（条例第4条）。
| 贈呈番号 | 受賞者氏名 | 職業     | 選定年月日                       | 備考                     | 出典   |
| -------- | ---------- | -------- | -------------------------------- | ------------------------ | ------ |
| 1        | 高畑浅次郎 | 教育者   | 1981年（昭和56年）9月29日        | 岡山県教育長・高畑勲の父 | [ 61 ] |
| 2        | 土光敏夫   | 実業家   | 1981年（昭和56年）9月29日        | 第二次臨時行政調査会長   | [ 61 ] |
| 3        | 藤原啓     | 陶芸家   | 1981年（昭和56年）9月29日        | 人間国宝                 | [ 61 ] |
| 4        | 岡崎嘉平太 | 実業家   | 1985年（昭和60年）               | 全日本空輸社長           | [ 62 ] |
| 5        | 川﨑祐宣   | 医師     | 1985年（昭和60年）               | 川崎医科大学創設者       | [ 63 ] |
| 6        | 谷口澄夫   | 歴史学者 | 2001年（平成13年）1月15日        | 岡山大学学長             | [ 64 ] |
| 7        | 江草安彦   | 医師     | 2015年（平成27年）11月10日追贈・ | 旭川荘理事長             | [ 65 ] |